# Unkel

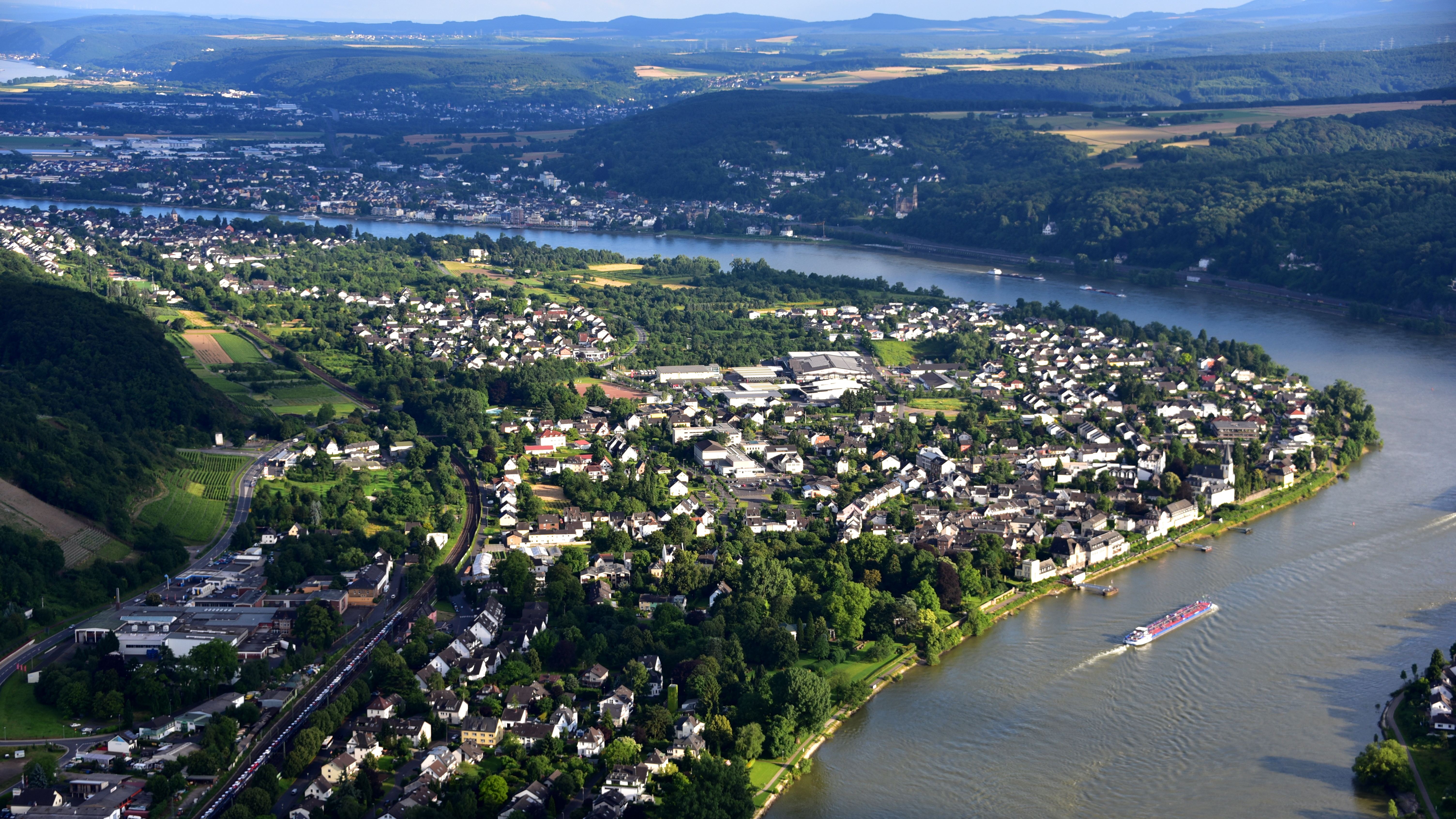
Unkel, Luftaufnahme (2016)

Unkel ist eine Stadt im Landkreis Neuwied im Norden von Rheinland-Pfalz und Verwaltungssitz der gleichnamigen Verbandsgemeinde. Die Stadt liegt etwa 20 Kilometer südlich von Bonn am unteren Mittelrhein und hat Anteil am Naturpark Rhein-Westerwald.
Bekannt ist sie sowohl durch ihren Ruf als Rotweinstadt als auch als Wohnsitz vieler bekannter Persönlichkeiten wie etwa Willy Brandt, Stefan Andres, Ferdinand Freiligrath, Leonhard Reinirkens oder Annette von Droste-Hülshoff.

## Geographie
| Nutzung                  | Fläche in ha |
| ------------------------ | ------------ |
| Wohn- und Verkehrsfläche | 198          |
| Landwirtschaftsfläche    | 105          |
| Waldfläche               | 441          |
| Wasserfläche             | 57           |
| Sonstige Flächen         | 14           |

Unkel liegt am östlichen Ufer des Rheins, jeweils etwa fünf Kilometer südlich (rheinaufwärts) der Stadt Bad Honnef und nördlich (rheinabwärts) der Stadt Linz am Rhein. In einem Seitental auf der anderen Rheinseite befindet sich der Ortsbezirk Unkelbach der Stadt Remagen. Die Stadt gehört zum äußeren Einzugsgebiet der Bundesstadt Bonn.
Naturräumlich lässt der südliche Abschnitt des Unkeler Talbereichs mit der Altstadt noch der hier gut ein Kilometer breiten Linz-Hönninger Talweitung zuordnen, während nördlich bereits die Honnefer Talweitung beginnt. Ein mittlerer Abschnitt des Gemeindegebiets erstreckt sich bei Bruchhausen auf die weiträumigen Linzer Terrassen, das nordöstlich davon liegende, unbewohnte Gebiet ist ein 300–500 m breiter Streifen und gehört zum sich südlich an das Siebengebirge anschließenden Rheinwesterwälder Vulkanrücken. Hier erreicht das Stadtgebiet mit dem Asberg (430,2 m ü. NN) seine höchste Erhebung, der tiefste Punkt befindet sich am Rheinufer. Von Bruchhausen nach Unkel hinab führt das Tal des Hähnerbachs.

### Geologie
Am Stux (142 m), einer markanten Anhöhe am Hang des Rheintals oberhalb des Stadtkerns, treten Verwerfungen des Sedimentgesteins sichtbar hervor. Im Rhein befinden sich auf der Höhe von Unkel, aber schon auf der linken Remagener Hälfte, die Unkelsteine, ein Basaltaufschluss und in früheren Zeiten gefährliche Untiefe für die Schifffahrt. Die Gesteinsformationen Unkels erregten auch die Aufmerksamkeit Alexander von Humboldts. Sowohl auf seiner Reise mit dem holländischen Mediziner Steven Jan van Geuns im Herbst 1789 als auch mit Georg Forster im März 1790 besuchte Humboldt Unkel. Noch im gleichen Jahr veröffentlichte er seine Beobachtungen, basierend auf seinem damaligen Bekenntnis zum sogenannten Neptunismus, d. h. der Theorie vom Ursprung der Gesteine als Sedimenten aus Wasser, in seinem ersten Buch (Mineralogische Beobachtungen über einige Basalte am Rhein).

### Stadtgliederung und Nachbargemeinden
Das Stadtgebiet gliedert sich in den Stadtkern und die beiden Ortsteile Scheuren und Heister, die nord- bzw. südöstlich der B 42 liegen. Zu Unkel gehören auch die Wohnplätze Gut Hohenunkel und Gut Haanhof (beide auf der Rheinterrasse bei Bruchhausen) sowie Burg Vilzelt und Stuxhöhe.
Unkel grenzt – von Norden im Uhrzeigersinn – an Rheinbreitbach, Windhagen, Erpel, Bruchhausen und Remagen.

### Hochwasser

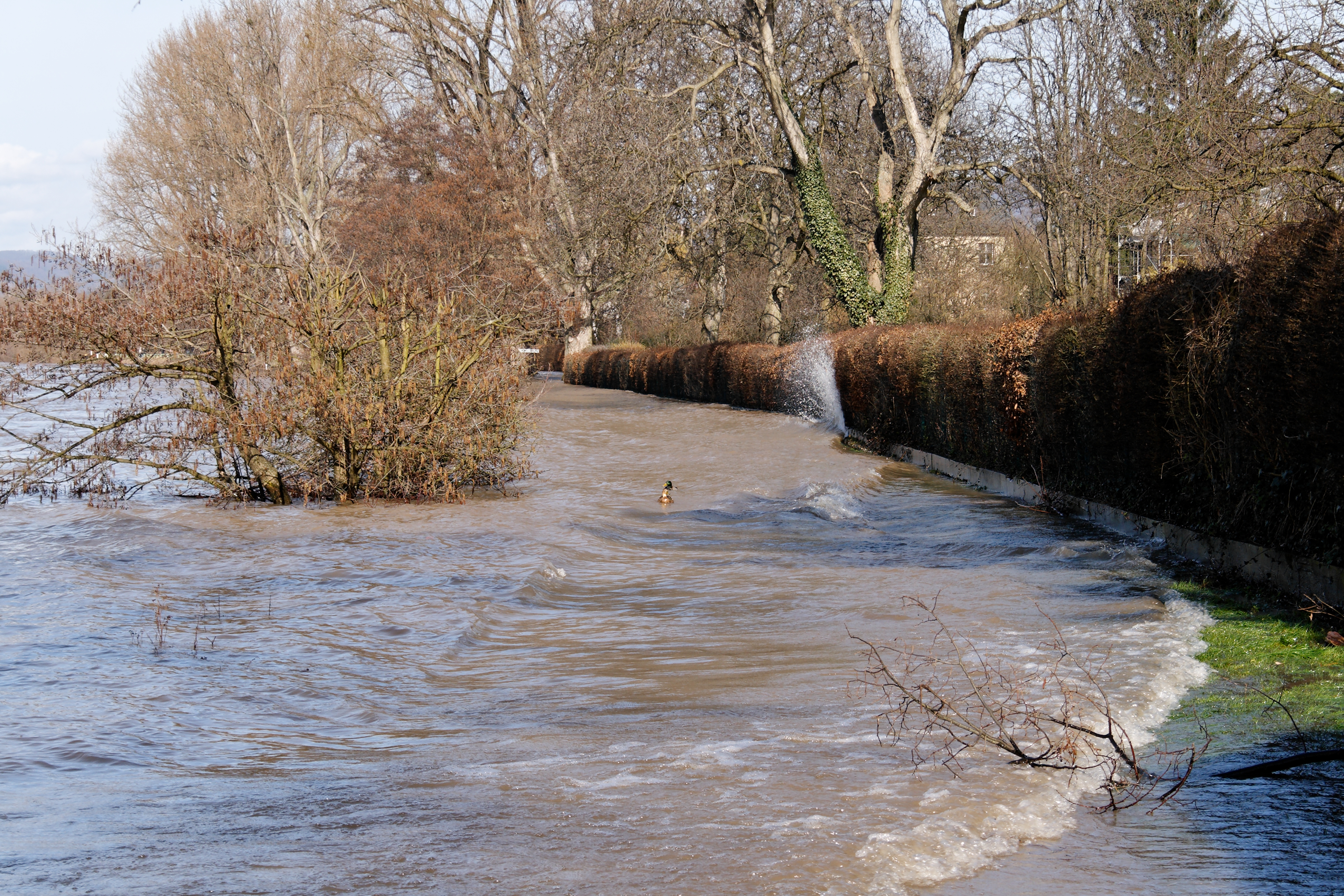
Die Rheinpromenade bei Hochwasser

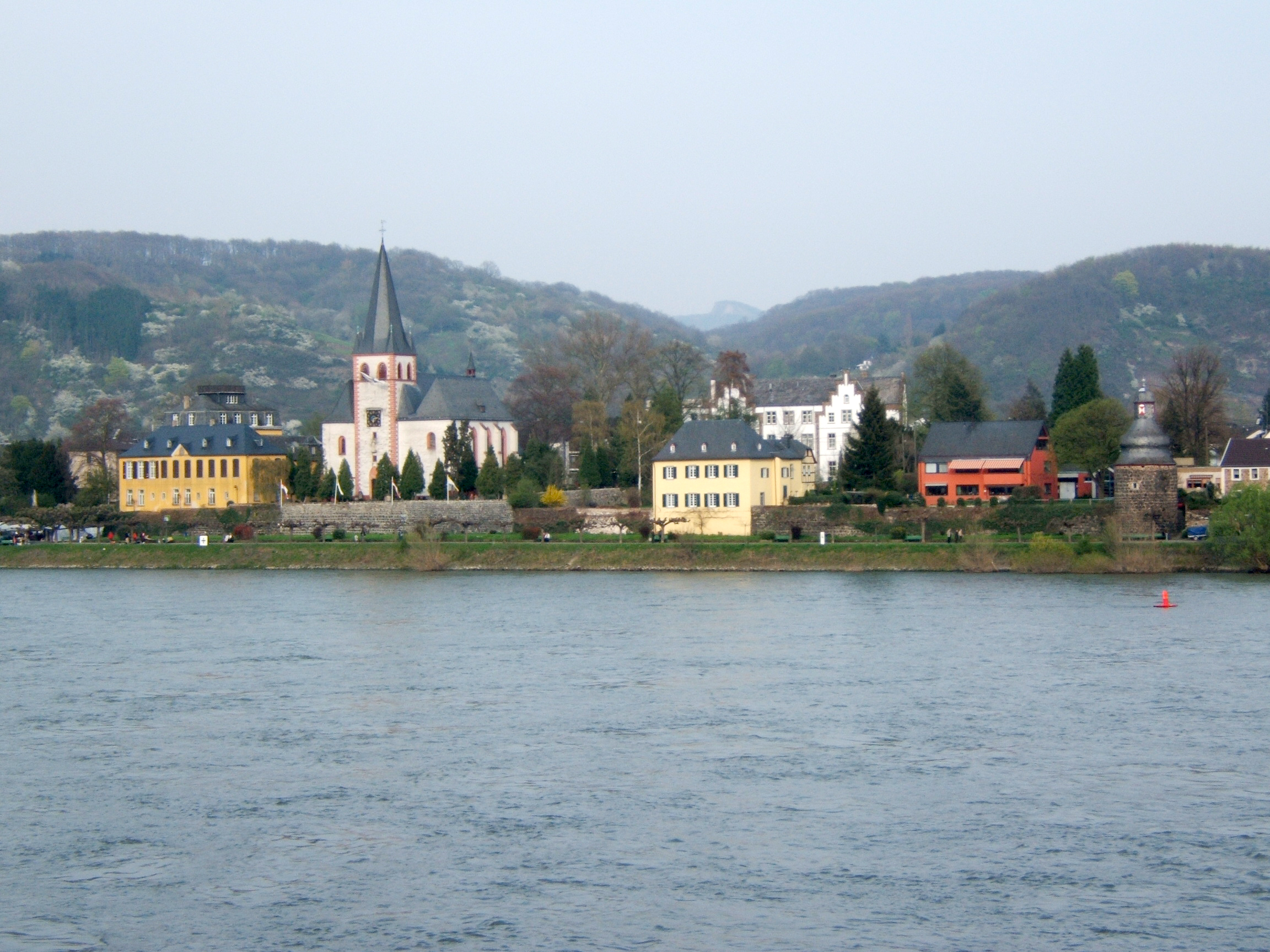
Die Unkeler Rheinpromenade

Wie viele Orte am Rhein ist Unkel öfter vom Hochwasser betroffen. Da der alte Ortskern auf einer Anhöhe liegt, treten in der Innenstadt nur selten größere Schäden auf. Sobald der Pegelstand in Koblenz über 8,40 m steigt, nimmt der Rhein seinen ursprünglichen Verlauf ein. Er verlässt bei Erpel sein Flussbett, fließt durch die Felder und den Rand des Stadtteils Heister und gelangt nördlich von Unkel zurück zum Hauptstrom. Solche Hochwasser traten 1784, 1845, 1920, 1926, 1947, 1955, 1970, 1983, 1988, 1993 und 1995 ein.
Eines dieser Hochwasser bedrohte im Jahre 1926 Heister. Am Damm, der zur Burg Vilzelt führte, staute sich das hinter Erpel fließende Rheinwasser und drohte, Heister zu überfluten. Eine Katastrophe konnte nur verhindert werden, indem der Damm durchstochen wurde. Nach dem Hochwasser wurde der Damm durch die Flutbrücke ersetzt, die heute als dringend sanierungsbedürftig gilt. Da die Finanzierung einer solchen Sanierung durch die betroffenen Gemeinden bislang nicht geklärt werden konnte, wurde auch ein Abriss diskutiert.

## Klima
Die Stadt befindet sich in der gemäßigten Klimazone. Die durchschnittliche Jahrestemperatur beträgt 9,4 °C, die mittlere jährliche Niederschlagsmenge 701 mm.
Die wärmsten Monate sind Juni bis August mit durchschnittlich 17,9–16,8 °C und die kältesten Dezember bis Februar mit 2,3–3,2 °C im Mittel.
Der meiste Niederschlag fällt von Juni bis August mit durchschnittlich 72–70 mm, der geringste von Februar bis April mit 40–53 mm im Mittel.

## Geschichte

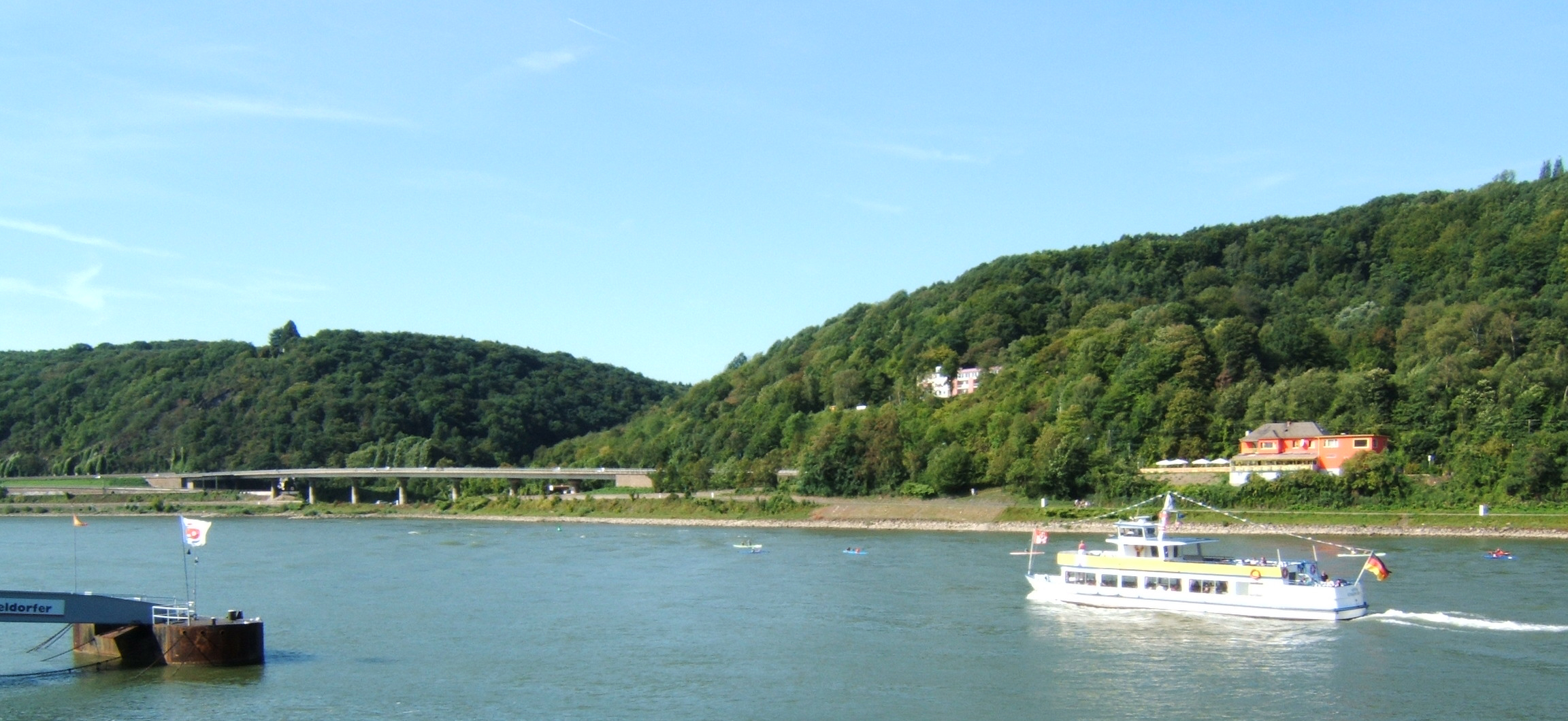
Der Rhein in Richtung Süden

Der Name Unkel stammt wahrscheinlich aus dem Lateinischen (uncus = Bogen, Haken) beziehungsweise aus dem Fränkischen (angel = Bogen, Krümmung). Da der Rhein bei Unkel einen großen Bogen macht, wurde zunächst das ganze Gebiet rechts und links des Rheinbogens uncus genannt. Später wurden auch die anliegenden Siedlungen Unkel und Unkelbach so bezeichnet.
Fränkische Grabbeigaben aus dem 7. Jahrhundert, die 1900 und 1923 in Unkel entdeckt wurden, belegen, dass Unkel schon um 600 n. Chr. besiedelt war. Die erstmalige urkundliche Erwähnung als Oncale im Goldenen Buch der Abtei Prüm fand am 26. Februar 886 statt. 943 wurde Unkel letztmals als Prümer Besitz erwähnt.

### Kölner Zeit (1000–1803)

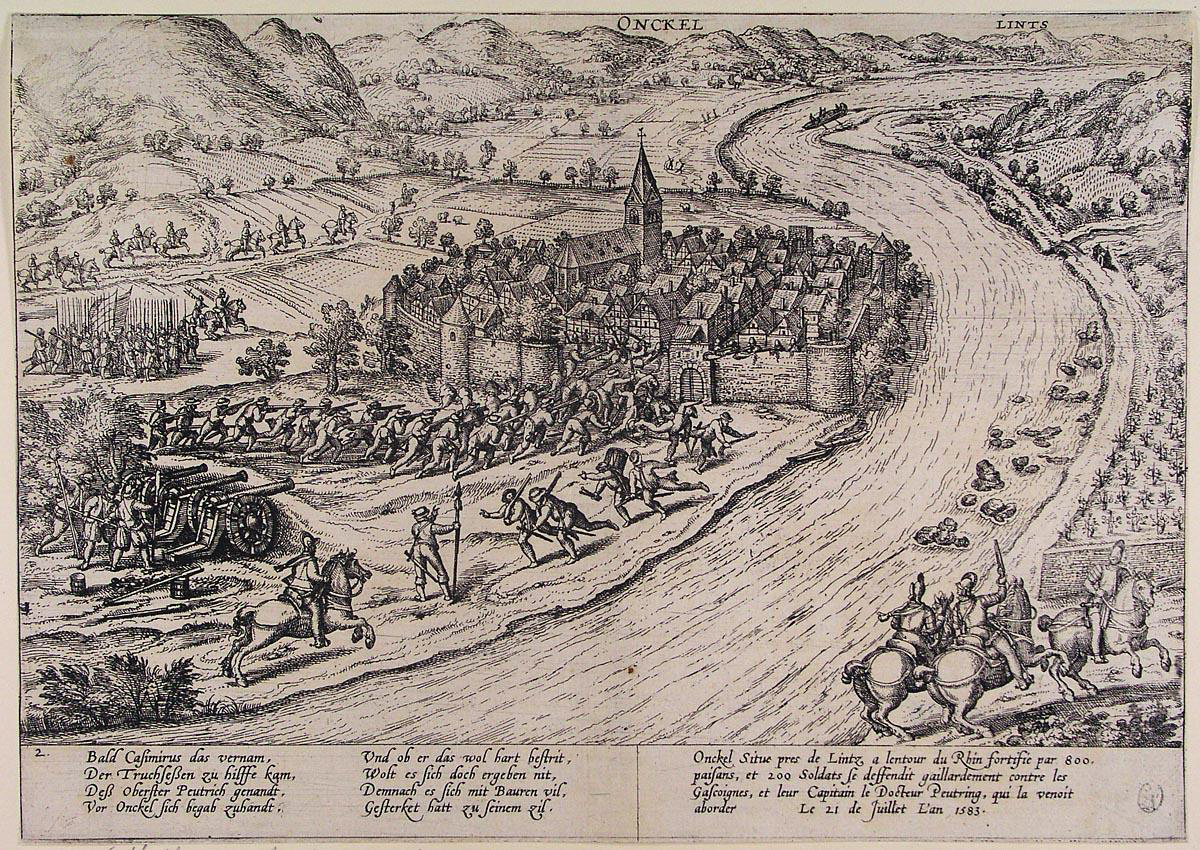
Angriff auf Unkel 1583, von Frans Hogenberg, 16. Jahrhundert

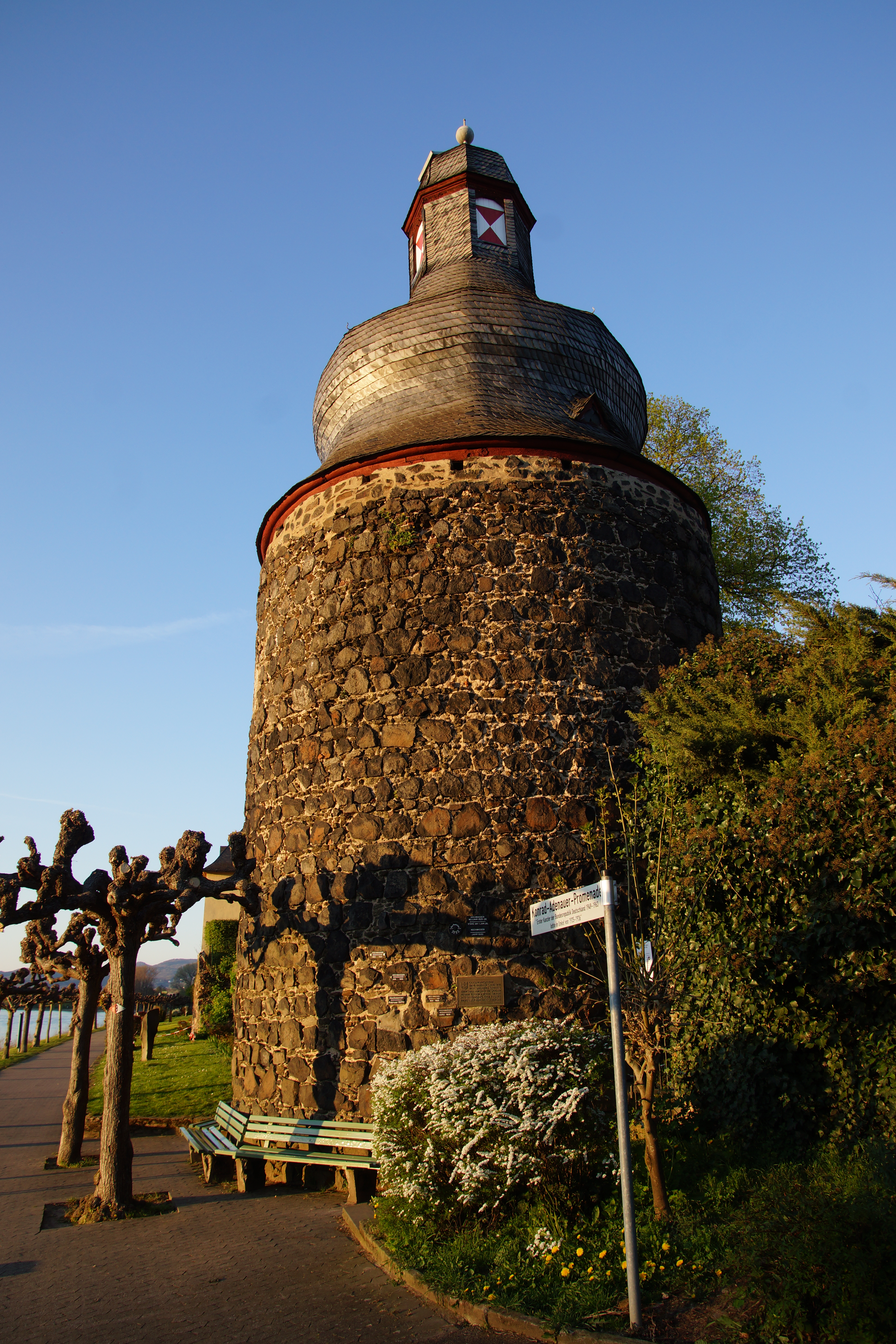
Unkeler Gefängnisturm

Mitte des 11. Jahrhunderts ging Unkel in den Besitz der Kölner Kirche über. Der Kölner Erzbischof Anno II. (1056–1075) schloss mit der ehemaligen Königin Polens, Richeza, einen Vertrag, wonach sich Unkel auf Lebzeiten in ihrem Besitz befinden sollte. Nach ihrem Tod 1063 fiel Unkel wieder an die Kölner Kirche zurück. Erzbischof Anno II. gab Unkel dann an das neugestiftete Stift Maria ad Gradus in Köln, in dessen Besitz es bis 1803 verblieb. Die Schenkung wurde offiziell 1075 bestätigt. Das Stift war sehr bedeutend für die Entwicklung der Stadt.
Da die Orte der Umgebung für den Kölner Erzbischof und Kurfürsten Ruprecht und gegen den Landgrafen Hermann von Hessen gerichtet waren, wurde Unkel am 13. Januar 1475 von kaiserlichen Truppen eingenommen. Erzbischof Ruprecht wurde nach Westfalen versetzt und Hermann von Hessen neuer Erzbischof von Köln.
Als Folge der Kölner Stiftsfehde verbanden sich 1475 verschiedene Städte am Rhein unter der Führung der Stadt Linz zur Linzer Eintracht. 1535 gehörten dieser schon Linz am Rhein, Remagen, Unkel, Erpel, Honnef (jetzt Bad Honnef), Königswinter und viele weitere Städte der Umgebung an. 1597 traten noch Leutesdorf, Ober- und Niederhammerstein, (Rhein)Brohl und Hönningen bei. Inhalt des Linzer Abkommens waren unter anderem die gegenseitige Hilfeleistung, wenn ein Ort des Bündnisses überfallen werden würde, die gegenseitige Erstattung der durch Angriffe entstandenen Kosten und die gegenseitige Anerkennung der Gerichtsurteile. Die Linzer Eintracht bestand den Unterlagen zufolge bis 1640 und geriet bald danach in Vergessenheit.
Unkel erhielt seine Stadtbefestigung im Jahre 1553. Die Rheinseite erhielt die stärkste Mauer, sie wurde von dem Gefängnisturm und dem Turm des Fronhofs geschützt. Beide Türme sind nicht mehr im Original erhalten; der Turm des Fronhofs wurde 1803 im neu-gotischen Stil komplett umgebaut, der Gefängnisturm erhielt um 1700 ein neues Dach im barocken Stil. Eine aus Mauern und Wassergraben bestehende Festungsanlage führte durch den Stadtkern, der Graben wurde vom Hähnerbach (damals Ursbach) gespeist. Der Zugang zur Stadt wurde von zwei Stadttoren und mehreren Rheintoren geschützt. Die Stadttore blieben bis in das 19. Jahrhundert erhalten, wurden jedoch 1823 abgerissen und versteigert, weil sie den Durchgangsverkehr behinderten. Die Stadtmauer ist am Rhein im Bereich der Kirche und in der Straße „Am Graben“ (Grabenmauer) in großen Teilen erhalten und wurde 1802 renoviert. Der Graben selbst wurde zugeschüttet und als Straße bebaut.
Im Jahre 1578 wurde Unkel erstmals in der Liste der kurkölnischen Städte aufgeführt. Eine förmliche Verleihung der Stadtrechte fand nie statt, deshalb wird dieses Datum als Stadtwerdung Unkels angesehen. Als Stadt war Unkel auch Mitglied des kurkölnischen Landtags, in den es einen Vertreter entsandte.
1583 war Unkel vom Kölner Krieg betroffen, überstand ihn aber ohne größere Schäden.
Im Dreißigjährigen Krieg wurde Unkel stark beschädigt, vor allem durch einen schwedischen Angriff im Jahre 1633. Außerdem gab es in Unkel viele Einquartierungs- und Kontributionskosten. Ein deshalb erbetener Pachtnachlass wurde jedoch abgelehnt.

### Nassauische Zeit (1803–1815)

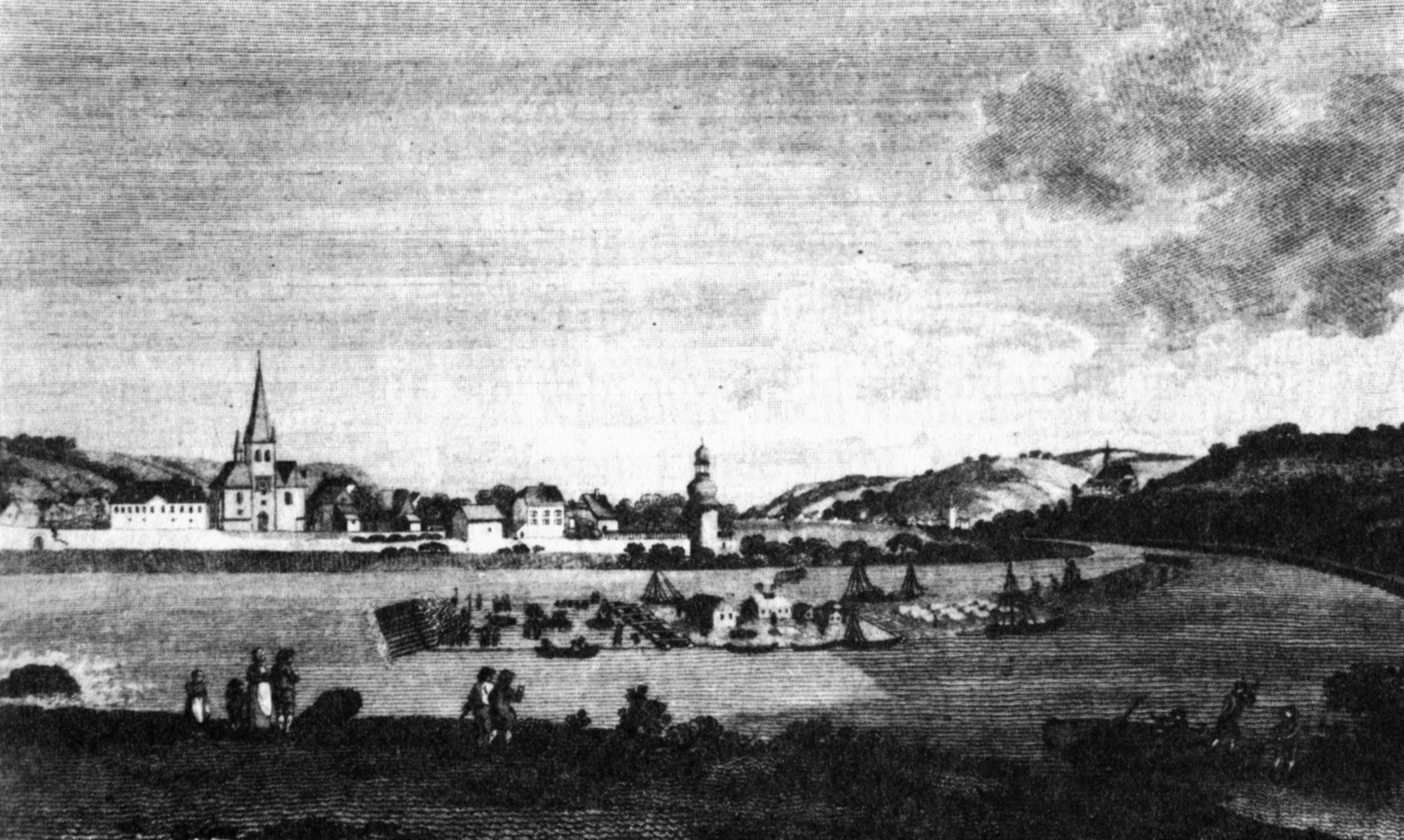
Ansicht von Unkel im Jahre 1805

Das Fürstentum Nassau-Usingen hatte einige linksrheinische Besitztümer an Frankreich verloren und sollte nach dem Reichsdeputationshauptschluss vom 27. April 1803 als Entschädigung die rechtsrheinischen kurkölnische Besitzungen erhalten. Der nassauische Fürst hatte jedoch schon im September 1802 von diesen Gebieten Besitz ergriffen. Unter der nassauischen Herrschaft, von 1806 an Herzogtum Nassau, waren die Rechte der Unkeler Bürger sehr eingeschränkt, so wurde Unkel die Gerichtsbarkeit entzogen, die Landstände wurden abgeschafft und die Heiratserlaubnis durfte nur noch das Linzer Oberamt erteilen.

### Preußische Zeit (1815–1948)
Nach der Vertreibung Napoleons wurde nach den auf dem Wiener Kongress abgeschlossenen Verträgen das Rheinland am 9. Juli 1815 dem Königreich Preußen zugesprochen. Das katholisch geprägte Gebiet stand dem protestantischen Preußen zunächst ablehnend gegenüber. Unkel verlor seine Stadtrechte und wurde Sitz einer Bürgermeisterei. Es gehörte von 1816 an dem Kreis Linz im Regierungsbezirk Coblenz an, der Kreis Linz wurde aber schon 1822 mit dem Kreis Neuwied zusammengeschlossen. Preußen empfahl nach einer wirtschaftlichen Bestandsaufnahme, die Weinberge in Getreidefelder umzuwandeln. Die Unkeler standen diesem Ratschlag erst misstrauisch gegenüber, folgten dann jedoch den Empfehlungen. Durch seine romantische Lage zog Unkel viele Kölner Adelsfamilien, Dichter und Schriftsteller an.
Am 21. Oktober 1923 wurde in Aachen die Rheinische Republik ausgerufen. Ziel der Freien und unabhängigen Republik Rheinland war die Bildung eines an Frankreich grenzenden Reiches, das unabhängig vom Deutschen Reich sein sollte. Die ersten Separatisten rückten am 12. November 1923 in Unkel ein. Sie errichteten ihr Hauptquartier im Rathaus und durchsuchten das ganze Gebäude nach verwertbaren Gegenständen. Sie stellten Wachen auf und verhängten eine Ausgangssperre nach 19:00 Uhr. Einige Jugendliche leisteten aktiven Widerstand, wurden aber ergriffen und teils schwer misshandelt. Kurz danach organisierte die rheinische Bevölkerung ihren Widerstand gegen die Separatisten. Es kam zur Abwehrschlacht im Siebengebirge, bei der die Separatisten völlig besiegt wurden.

### Erster Weltkrieg (1914–1918)

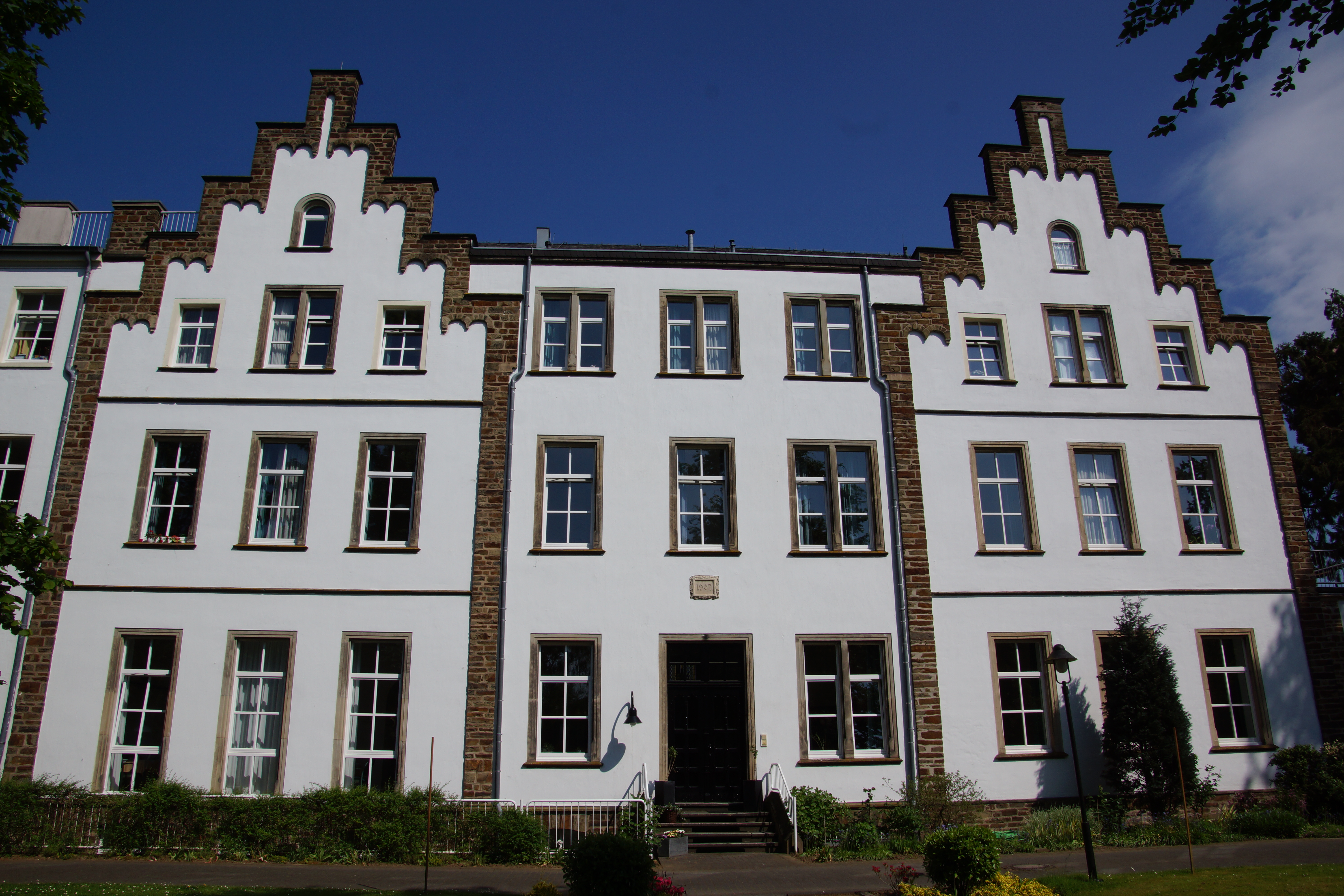
Das Christinenstift ist jetzt ein Altenheim

Der Erste Weltkrieg wurde in Unkel wie in vielen anderen deutschen Städten zunächst mit patriotischer Begeisterung begrüßt.
Die Reservisten fuhren mit der Bahn zu ihren Gestellungsorten. Eine Landwehrkompanie wurde in Unkel eingerichtet, die die Bahn, den Bahnhof, die Bahnunterführung, das Bürgermeisteramt und die Post- und Telegrafenstationen überwachte. Das Christinenstift wurde in ein Lazarett für mögliche Verwundete umfunktioniert. Weil viele Männer in den Krieg gezogen waren, herrschte bald ein Mangel an Arbeitskräften für die Bearbeitung der Felder und Weinberge. Deshalb mussten alte Männer und die Frauen auf den Feldern arbeiten, der Schulbesuch fiel aus, damit auch die Kinder mithelfen konnten.
Im späteren Verlauf des Krieges wurden auch russische Kriegsgefangene aus dem Kriegsgefangenenlager in Wahn bei der Feldarbeit in Unkel eingesetzt. Da der erhoffte schnelle Sieg ausblieb und sich die Lebensmittelversorgung verschlechterte, stand die Unkeler Bevölkerung dem Krieg zunehmend skeptischer gegenüber; so gab es pro Person nur noch 150 Gramm Fleisch wöchentlich und 375 Gramm Kartoffeln am Tag. Da die Lebensmittel insgesamt sehr knapp waren, konnten viele Unkeler Einwohner nur überleben, weil sie in ihren Gärten Gemüse anbauten. Schüler der oberen Klassen konnten einen Teil des Schulgartens zum Gemüseanbau verwenden. Die Erträge wurden ihnen überlassen.
Weil viele Männer sich im Kriegseinsatz befanden, mussten Frauen und ältere Mädchen in Fabriken arbeiten, zum Beispiel in der Pelzfabrik in Unkel oder der Pulverfabrik in Troisdorf. Für die vielen Arbeiterinnen wurden Sonderzüge von Linz nach Troisdorf eingesetzt, die umgangssprachlich als Pulverzüge bezeichnet wurden.
Um den Kindern zu helfen, die durch die vorher nicht übliche Berufstätigkeit der Mütter zu verwahrlosen drohten, gründete Pfarrer Schwamborn im Jahre 1916 einen Verein, der ihnen warme Mahlzeiten und Brennholz zur Verfügung stellte.
Zur Finanzierung des Krieges wurden Kriegsanleihen gezeichnet. Bei mehreren Haussammlungen kamen in Unkel insgesamt 126.000 Mark zusammen. Die Anleihen wurden nie zurückgezahlt.

### Zeit des Nationalsozialismus und Zweiter Weltkrieg (1933–1945)

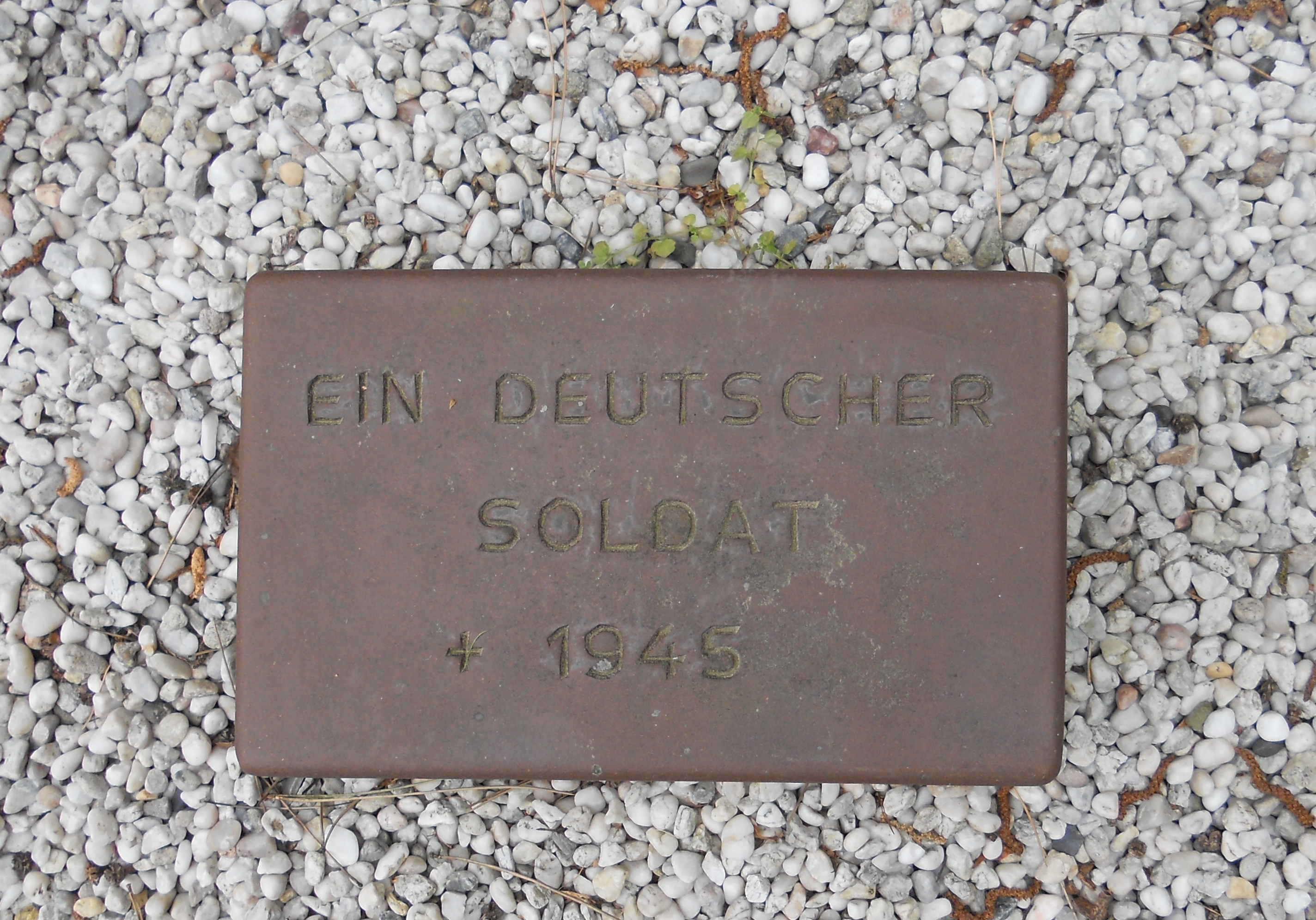
„Ein deutscher Soldat“, Grabmal bei Unkel, 1945

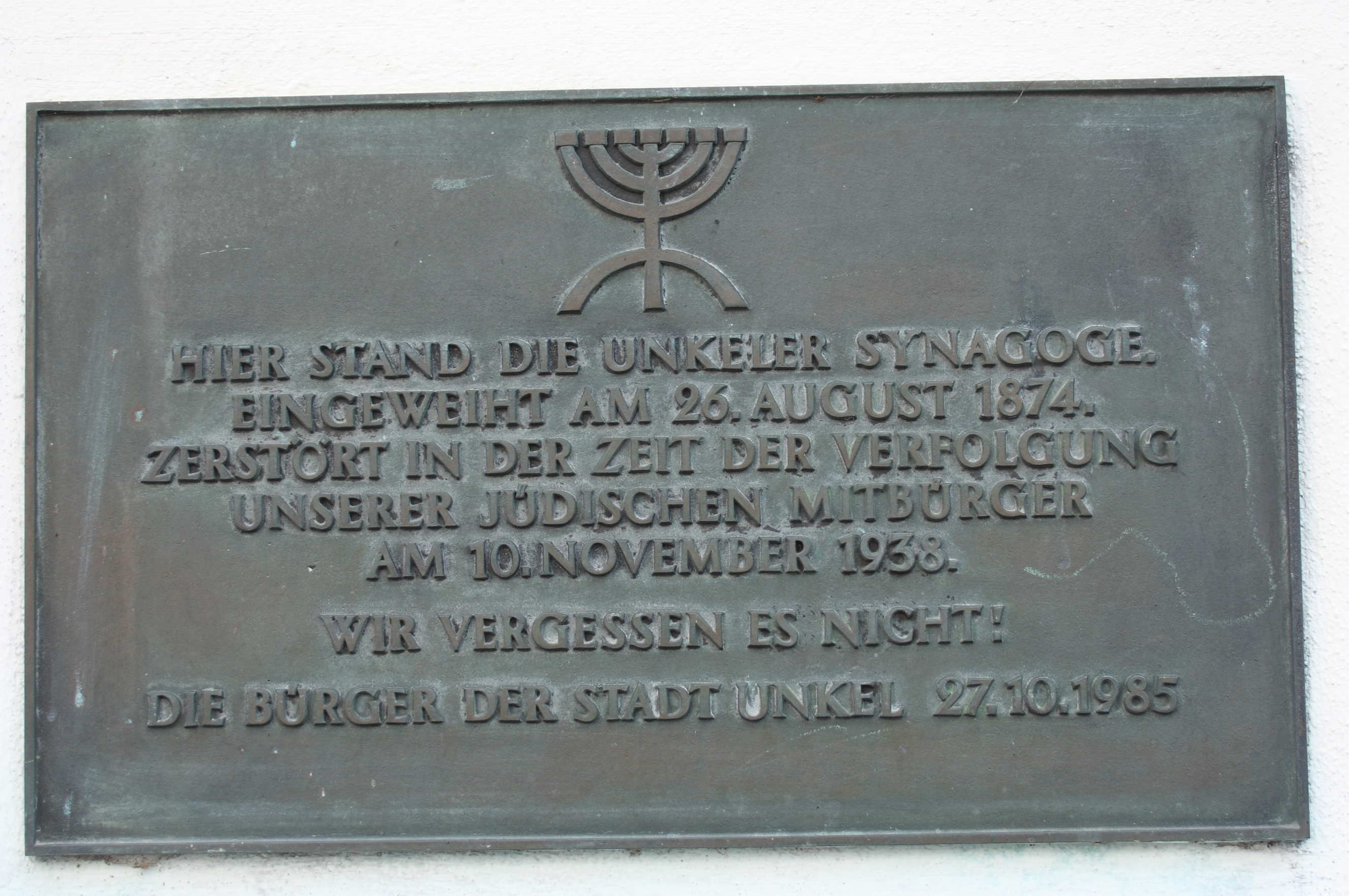
Gedenktafel zur Erinnerung an die zerstörte Synagoge

Im Jahre 1930 wurde in Unkel eine Ortsgruppe der NSDAP gegründet, die vor der Machtergreifung Hitlers sieben Mitglieder hatte. 1933 waren es bereits 50. Nach der Machtübernahme wurde der Bürgermeister Unkels entlassen, da er sich nicht dem Nationalsozialismus unterordnen wollte. Es wurden auch alle Stadtratsmitglieder entlassen, die nicht mit den neuen Machthabern sympathisierten. Ab 1937 wurden Prozessionen verboten.:61 Geldsammlungen der Caritas durften nur noch in der Kirche und nicht mehr auf der Straße durchgeführt werden. Ein besonderes Ärgernis war, dass das Hetzblatt Der Stürmer in der Nähe der Schule aushing. Die seit Jahrzehnten leerstehende Unkeler Synagoge wurde am 10. November 1938 während der Novemberpogrome von zwei Unkelern angezündet, sie brannte vollständig nieder. Gegen die Brandstifter fand 1949 ein Gerichtsverfahren statt, sie wurden aber freigesprochen.:172 Der Pfarrer Joseph Vaassen wurde mehrmals wegen seiner regimekritischen Predigten zur Gestapo in Koblenz vorgeladen, außerdem wurde sein Haus durchsucht, er kam jedoch mit einem Verweis davon.
Die ersten Bomben auf Unkel fielen am 11. Dezember 1941, jedoch eher in dünnbesiedelte Gebiete. Die Glocken der Kirchen wurden 1942 eingeschmolzen und für die Rüstungsindustrie verwendet. Im Herbst 1944 wurde die Volksschule wegen ständiger Bombenangriffe geschlossen. Als das baldige Ende der nationalsozialistischen Herrschaft offensichtlich wurde, verbrannte man am 7. März alle Geheimakten des Amtes Unkel. Nach dem Übergang der Amerikaner über den Rhein am 7. März 1945 in Erpel-Remagen, wurde Unkel am 8. März 1945, in einer Zangenbewebung, von der B & C Kompanie, 1st Battalion, 311th Infantry Regiment, 78th Infantry Division eingenommen. In Unkel gab es leichte Widerstände und es wurden ca. 30 Gefangene gemacht. Das 27th Armored Infantry Regiment verlegte sein Regimentshauptquatier für mehrere Tage nach Unkel. Bereits am nächsten Tag stoßen die Amerikaner weiter nach Rheinbreitbach und anschließend nach Honnef vor. Am 13. März 1945 errichtete die 2nd Hospital Unit, des 51st Field Hospitals, in Unkel ein Feld Lazarett. Bereits vorher wurden die Unkeler Fähren für den Abtransport von verwundeten genutzt.

### Nachkriegszeit
Nach der bedingungslosen Kapitulation am 8. Mai 1945 gerieten viele deutsche Soldaten in Gefangenschaft. Bei Remagen wurde ein Kriegsgefangenenlager errichtet. Unkel, das seit Anfang März ohne Strom gewesen war, erhielt am 9. Juli wieder Licht. Langsam normalisierte sich das Leben wieder, Hauptproblem war nun die Sicherstellung der Ernährung. Die mit Lebensmittelkarten rationierten Nahrungsmittel alleine reichten nicht zum Überleben aus. So waren viele Unkeler gezwungen, Schmuck und andere Wertgegenstände als Ersatzwährung gegen Eier, Butter und Speck bei den Bauern einzutauschen, da die Reichsmark praktisch wertlos war.
Am 22. Juli 1945 wurde unter großer Anteilnahme der Bevölkerung das Schulkreuz, das in der Zeit des Nationalsozialismus verboten war, wieder aufgestellt. Nach dem Abzug der Amerikaner Ende Juli rückten französische Truppen in Unkel ein. Am 12. Oktober wurde die Schule in Unkel wieder eröffnet. Sie war wenig beschädigt worden, doch es gab nur noch Mobiliar für zwei Klassen, deshalb musste der Unterricht schichtweise stattfinden. Besonders in den beiden ersten Nachkriegswintern herrschte Not an Feuerholz und Nahrungsmitteln.
Ab dem 21. September 1948 erhielten die Schulkinder in Unkel eine Schulspeisung, die durch amerikanische Spenden ermöglicht wurde. Es wurden täglich etwa 100 Liter Suppe für die Schulkinder im Christinenstift gekocht und an sie ausgegeben.
Nach der Wahl Bonns zur provisorischen deutschen Hauptstadt entwickelte sich Unkel zu einem beliebten Wohnort vor den Toren Bonns und verdoppelte beinahe seine Einwohnerzahl. In der ehemaligen Villa Henkel nördlich der Unkeler Altstadt befand sich 1949/50 das sog. Länderhaus, in dem vorübergehend einige Landesvertretungen unterkamen. Auch nach dem Wegzug des Bundestags und Teilen der Bundesregierung profitiert es von der günstigen wirtschaftlichen Lage in der Region. Ein Neubaugebiet im Süden der Stadt schafft dafür zusätzliche Wohnflächen.

## Bevölkerung

### Bevölkerungsstruktur
Mit 38,4 % katholischen Einwohnern (Stand Oktober 2024) ist Unkel, wie das gesamte Rheinland, katholisch geprägt. Der Ausländeranteil beträgt 13,25 %. Die Unkeler Bevölkerung ist von der Altersstruktur folgendermaßen verteilt: 18,4 % sind unter 20 Jahre alt, 56,7 % zwischen 20 und 64 Jahre und zu den über 64-Jährigen zählen 24,9 %.

### Einwohnerentwicklung
In der frühen Neuzeit hatte Unkel nur wenige hundert Einwohner. Die Bevölkerung wuchs nur langsam und ging durch die zahlreichen Kriege, Seuchen und Hungersnöte immer wieder zurück. Erst mit dem Beginn der Industrialisierung im 19. Jahrhundert beschleunigte sich das Bevölkerungswachstum. Lebten 1790 erst 900 Menschen in der Stadt, so waren es 1921 bereits 1531.
Bis 27. Mai 1970 stieg die Bevölkerungszahl auf 3200. Am 30. Juni 2005 betrug die „Amtliche Einwohnerzahl“ für Unkel nach Fortschreibung des Statistischen Landesamtes Rheinland-Pfalz 5003 (nur Hauptwohnsitze).
Die folgende Übersicht zeigt die Einwohnerzahlen nach dem jeweiligen Gebietsstand. Dabei handelt es sich um Volkszählungsergebnisse oder amtliche Fortschreibungen des Statistischen Landesamtes. Die Angaben beziehen sich ab 1871 auf die „Ortsanwesende Bevölkerung“, ab 1925 auf die Wohnbevölkerung und seit 1987 auf die „Bevölkerung am Ort der Hauptwohnung“. Vor 1871 wurde die Einwohnerzahl nach uneinheitlichen Erhebungsverfahren ermittelt.
| Unkel: Einwohnerzahlen von 1815 bis 2024 | Unkel: Einwohnerzahlen von 1815 bis 2024 | Unkel: Einwohnerzahlen von 1815 bis 2024 | Unkel: Einwohnerzahlen von 1815 bis 2024 | Unkel: Einwohnerzahlen von 1815 bis 2024 |
| ---------------------------------------- | ---------------------------------------- | ---------------------------------------- | ---------------------------------------- | ---------------------------------------- |
| Jahr                                     |                                          |                                          |                                          | Einwohner                                |
| 1815                                     | 1815                                     |                                          | 923                                      | 923                                      |
| 1835                                     | 1835                                     |                                          | 1.083                                    | 1.083                                    |
| 1871                                     | 1871                                     |                                          | 1.153                                    | 1.153                                    |
| 1905                                     | 1905                                     |                                          | 1.371                                    | 1.371                                    |
| 1939                                     | 1939                                     |                                          | 2.020                                    | 2.020                                    |
| 1950                                     | 1950                                     |                                          | 2.695                                    | 2.695                                    |
| 1961                                     | 1961                                     |                                          | 2.869                                    | 2.869                                    |
| 1965                                     | 1965                                     |                                          | 3.106                                    | 3.106                                    |
| 1970                                     | 1970                                     |                                          | 3.152                                    | 3.152                                    |
| 1975                                     | 1975                                     |                                          | 3.312                                    | 3.312                                    |
| 1980                                     | 1980                                     |                                          | 3.737                                    | 3.737                                    |
| 1985                                     | 1985                                     |                                          | 4.024                                    | 4.024                                    |
| 1990                                     | 1990                                     |                                          | 4.350                                    | 4.350                                    |
| 1995                                     | 1995                                     |                                          | 4.724                                    | 4.724                                    |
| 2000                                     | 2000                                     |                                          | 5.042                                    | 5.042                                    |
| 2005                                     | 2005                                     |                                          | 4.999                                    | 4.999                                    |
| 2010                                     | 2010                                     |                                          | 4.945                                    | 4.945                                    |
| 2011                                     | 2011                                     |                                          | 4.960                                    | 4.960                                    |
| 2022                                     | 2022                                     |                                          | 5.038                                    | 5.038                                    |
| 2024                                     | 2024                                     |                                          | 5.051                                    | 5.051                                    |
|                                          |                                          |                                          |                                          |                                          |

### Konfessionsstatistik
Mit Stand 30. Juni 2005 waren von den Einwohnern 57,0 % katholisch, 16,4 % evangelisch und 26,6 % waren konfessionslos oder gehörten einer anderen Glaubensgemeinschaft an. Mit Stand Juni 2025 waren von den Einwohnern 37,9 % katholisch, 13,2 % evangelisch und 48,9 % waren konfessionslos oder gehörten einer anderen Glaubensgemeinschaft an. Der Anteil der evangelischen und katholischen Kirchenmitglieder an der Gesamtbevölkerung ist demnach im beobachteten Zeitraum jährlich um 1 Prozentpunkt gesunken.

## Politik

### Stadtrat
Der Stadtrat in Unkel besteht aus 22 Ratsmitgliedern, die bei der Kommunalwahl am 9. Juni 2024 in einer personalisierten Verhältniswahl gewählt wurden, und dem ehrenamtlichen Stadtbürgermeister als Vorsitzendem.
Die Sitzverteilung im Stadtrat:
| Wahl | CDU | SPD | Grüne | FWG | Gesamt   |
| ---- | --- | --- | ----- | --- | -------- |
| 2024 | 9   | 5   | 3     | 5   | 22 Sitze |
| 2019 | 7   | 8   | 4     | 3   | 22 Sitze |
| 2014 | 9   | 9   | 2     | 2   | 22 Sitze |
| 2009 | 9   | 9   | 2     | 2   | 22 Sitze |
| 2004 | 10  | 9   | 1     | 0   | 20 Sitze |

- FWG = Freie Wählergruppe Unkel e. V.

### Bürgermeister
Alfons Mußhoff (CDU) wurde am 9. Juli 2024 Stadtbürgermeister von Unkel. Bei der Direktwahl am 9. Juni 2024 hatte er sich mit 61,2 % der Stimmen gegen einen Mitbewerber durchgesetzt. Alfons Mußhoff war Regierungsdirektor beim Bundesministerium für Arbeit und Soziales. Er verfügt über eine langjährige Erfahrung in der Kommunalpolitik in Unkel und war zuletzt Fraktionssprecher der CDU Unkel.
Mußhoffs Vorgänger Gerhard Hausen (SPD) hatte das Amt seit 2004 inne und kandidierte bei der Wahl 2024 nicht erneut.

### Wappen
| Wappen von Unkel | Blasonierung: „Geteilt von Silber und Rot; oben ein durchgehendes schwarzes geschliffenes Balkenkreuz; unten zwei schräggekreuzte goldene Schlüssel mit abgewendeten Bärten und mit Vierpassreiten, begleitet von vier silbernen Sechsecken.“ |
| Wappen von Unkel | Wappenbegründung: Das Unkeler Wappen geht auf das Siegel des 16. Jahrhunderts zurück. Am deutlichsten ist das Wappen auf dem Siegel von 1744 zu erkennen. Das schwarze Kreuz auf weißem Grund zeigt die Zugehörigkeit zu Kurköln bis 1803. Die beiden Schlüssel stellen die Attribute des hl. Petrus dar, des Schutzpatrons der Kölner Kirche. Die vier sechseckigen Punkte bezeichnen die Unkelsteine im Rhein, einst für die Schifffahrt gefährliche Basaltfelsen. Auf den alten Schöffenkannen von 1750 befindet sich eine der ältesten Darstellungen des Wappens, eine vereinfachte Version ist auf der Pumpe in der Pützgasse abgebildet. Erst im 19. Jahrhundert erhielt das Wappen seine heutige Form. |

### Städtepartnerschaft und „Internationaler Freundschaftsring“
Unkel unterhält seit 1980 eine Städtepartnerschaft zu Kamen im Ruhrgebiet (Nordrhein-Westfalen). Diese wurde 2005 durch ein Partnerschaftsabkommen erneuert. Kamen betreibt einen internationalen Freundschaftsring, an dem Unkel auch beteiligt ist. Ihm gehören die Städte Beeskow (Brandenburg), Sulęcin (Polen), Eilat (Israel) und Bandirma (Türkei) sowie die Gemeinde Montreuil-Juigné (Frankreich) an.

## Sehenswürdigkeiten
Die mit der Stadtmauer umfasste historische Altstadt bildet ein Ensemble und wurde zu einem durch die Haager Konvention geschützten Kulturgut erklärt, das im Kriegsfall nicht zerstört werden darf. Dieses wird durch entsprechende Schilder vor Ort dokumentiert.

### Willy-Brandt-Forum

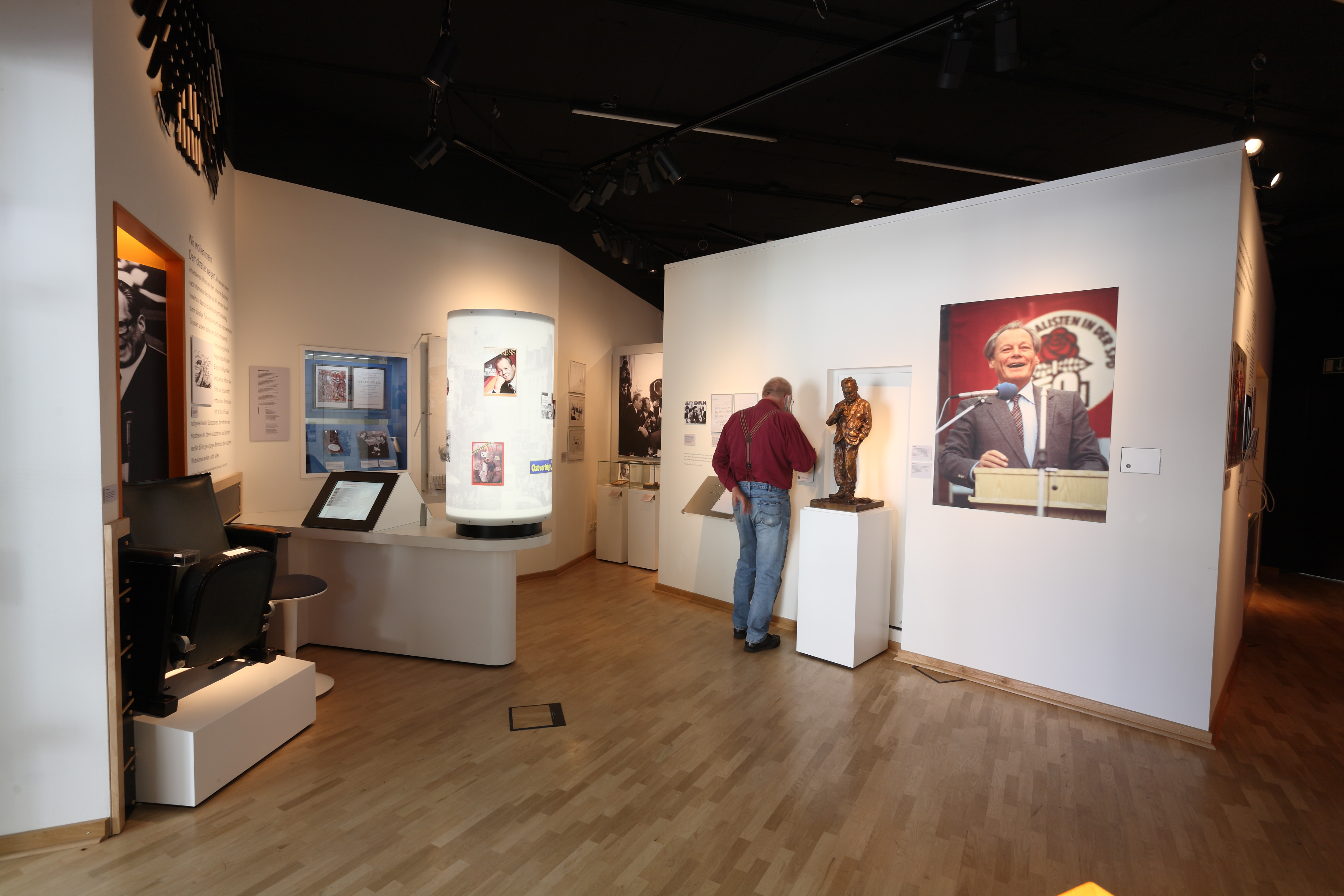
Ein Ausstellungsraum im Willy-Brandt-Forum

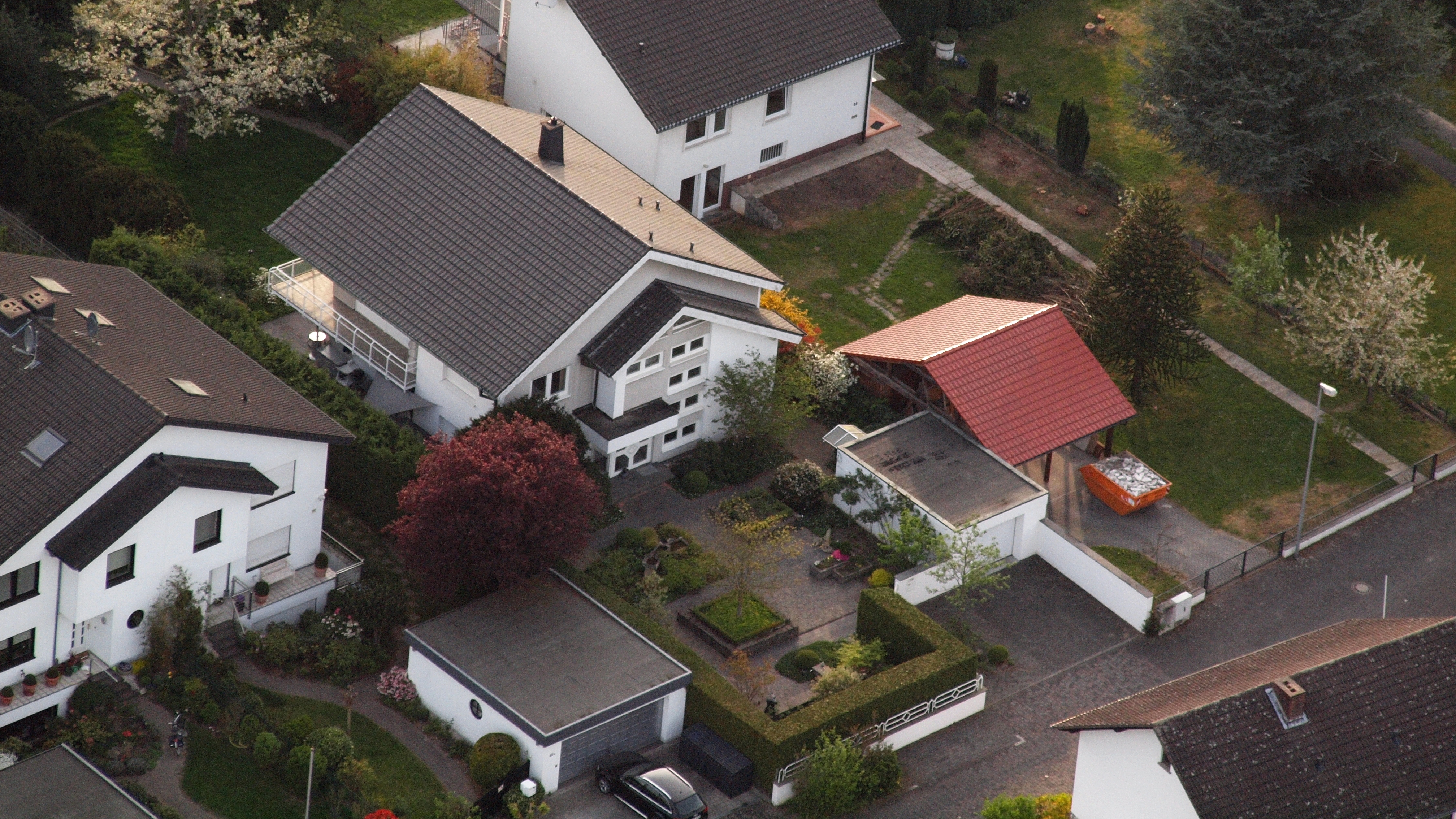
Unkel, Willy Brandts Wohnhaus (2015)

Das „Willy-Brandt-Forum“ in Unkel erinnert an den ehemaligen deutschen SPD-Politiker, Bundeskanzler und Friedensnobelpreisträger Willy Brandt. Er lebte in Unkel von 1979 bis zu seinem Tod 1992. Das zeitgeschichtliche Museum wird von einer gemeinnützigen Bürgerstiftung betrieben. Im Mittelpunkt der Ausstellung stehen das private Arbeitszimmer Willy Brandts aus seinem Wohnhaus in Unkel und das Porträt von Georg Meistermann, das für die Kanzlergalerie in Bonn bestimmt war.
Das Willy-Brandt-Forum wurde am 20. März 2011 eröffnet. Zur Eröffnungsfeier sprachen der ehemalige spanische Regierungschef Felipe González und der Ministerpräsident des Landes Rheinland-Pfalz Kurt Beck. Am 16. November 2023 besuchten der Bundespräsident Frank-Walter Steinmeier und der finnische Präsident Sauli Niinistö das Willy-Brandt-Forum.

### Baudenkmäler

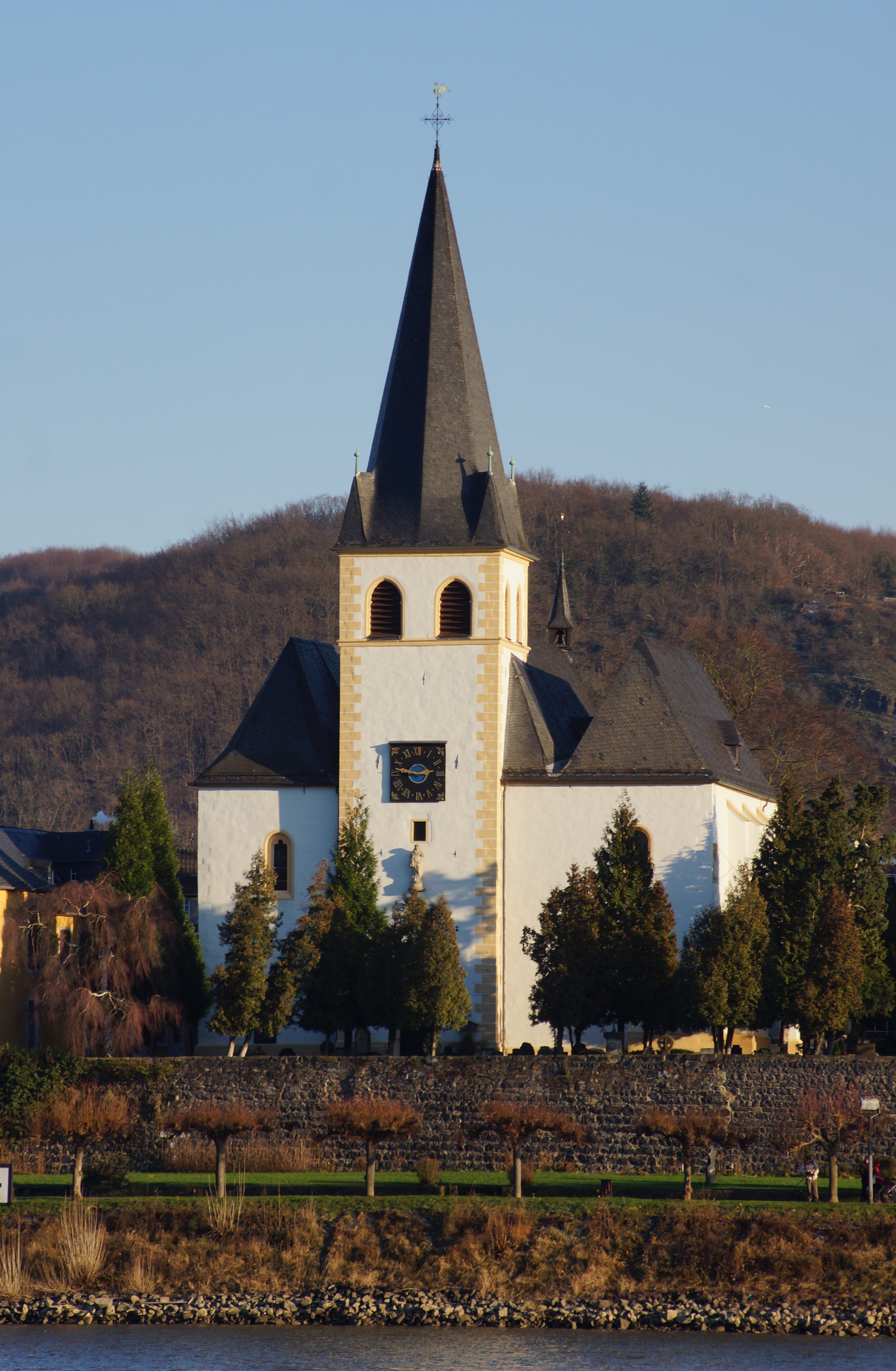
St. Pantaleon

→ Siehe auch Liste der Kulturdenkmäler in Unkel
Wichtigstes Baudenkmal ist das an der Rheinpromenade gelegene Freiligrathhaus, ein barockes Adelspalais von 1760, in dessen Mansardgeschoss der Dichter Ferdinand Freiligrath von 1839 bis 1841 lebte. Die reich ausgestattete, katholische Pfarrkirche St. Pantaleon mit barockem Hochaltar besitzt einen romanischen Turm und drei parallele Satteldächer, die ihr einen reizvollen Anblick verleihen. Sie birgt einen hölzernen Reliquienschrein mit Temperabildern, auf denen das Leben des heiligen Pantaleon dargestellt ist. Außerdem sind noch große Teile der Stadtmauer erhalten, ebenso, wenn auch mit späteren Umbauten, die beiden Ecktürme. Ludwig van Beethoven soll eine Nacht im Gefängnisturm verbracht haben, wofür es aber keinen Beweis gibt. Seit 1986 befindet sich in diesem Turm ein Museum, das auf Anfrage zur Besichtigung geöffnet ist. In der Vogtsgasse befindet sich das Vogtshaus, die sogenannte Sternenburg, ein einzigartiges Patrizierhaus aus dem 16. Jahrhundert mit einer reichen Ausstattung. Gegenüber befand sich das sogenannte Bachem-Haus, dessen Fundamente aus geschichtetem Säulenbasalt ebenfalls mindestens bis in das 16. Jahrhundert zurückreichten. Mit seinen ausreichend Platz bietenden Gewölbekellern stellte diese dreiflügelige Anlage eines der wenigen noch erhaltenen Beispiele eines Winzerhofes des 17./18. Jahrhunderts dar. Das Bachem-Haus wurde jedoch im Frühjahr 2008 im Rahmen der Erweiterung des Rheinhotels Schulz abgerissen.
Am Scheurener Dorfplatz befindet sich die Scheurener Kapelle St. Joseph, die auch als Scheurener Dom bezeichnet wird. Sie wurde erstmals 1552 urkundlich erwähnt, vermutlich aber schon um 1500 erbaut. Im Jahre 1583 wurde sie während des Kölner Krieges in Brand gesteckt und blieb circa 100 Jahre ungenutzt. Die Kapelle wurde erst von 1680 bis 1683 wieder aufgebaut. Nur die Chorpartien blieben im Original erhalten, die anderen Wände wurde neu errichtet und es wurde eine Empore geschaffen. 1986 wurde die Kapelle erneut renoviert.

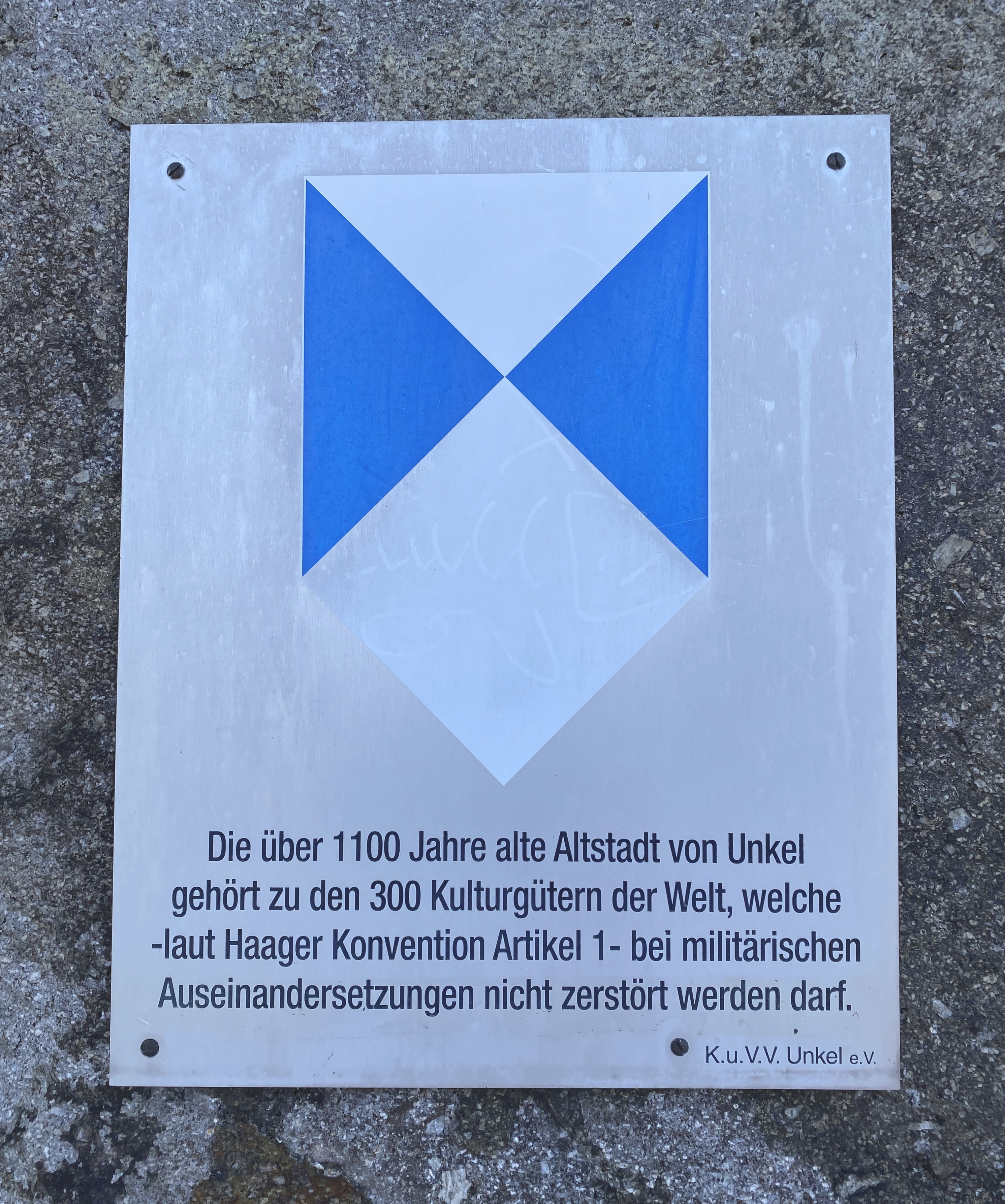
Das internationale Kulturgutschutzzeichen an der Rheinpromenade dient dem Schutz von Kulturgut bei bewaffneten Konflikten.

### Rheinpromenade

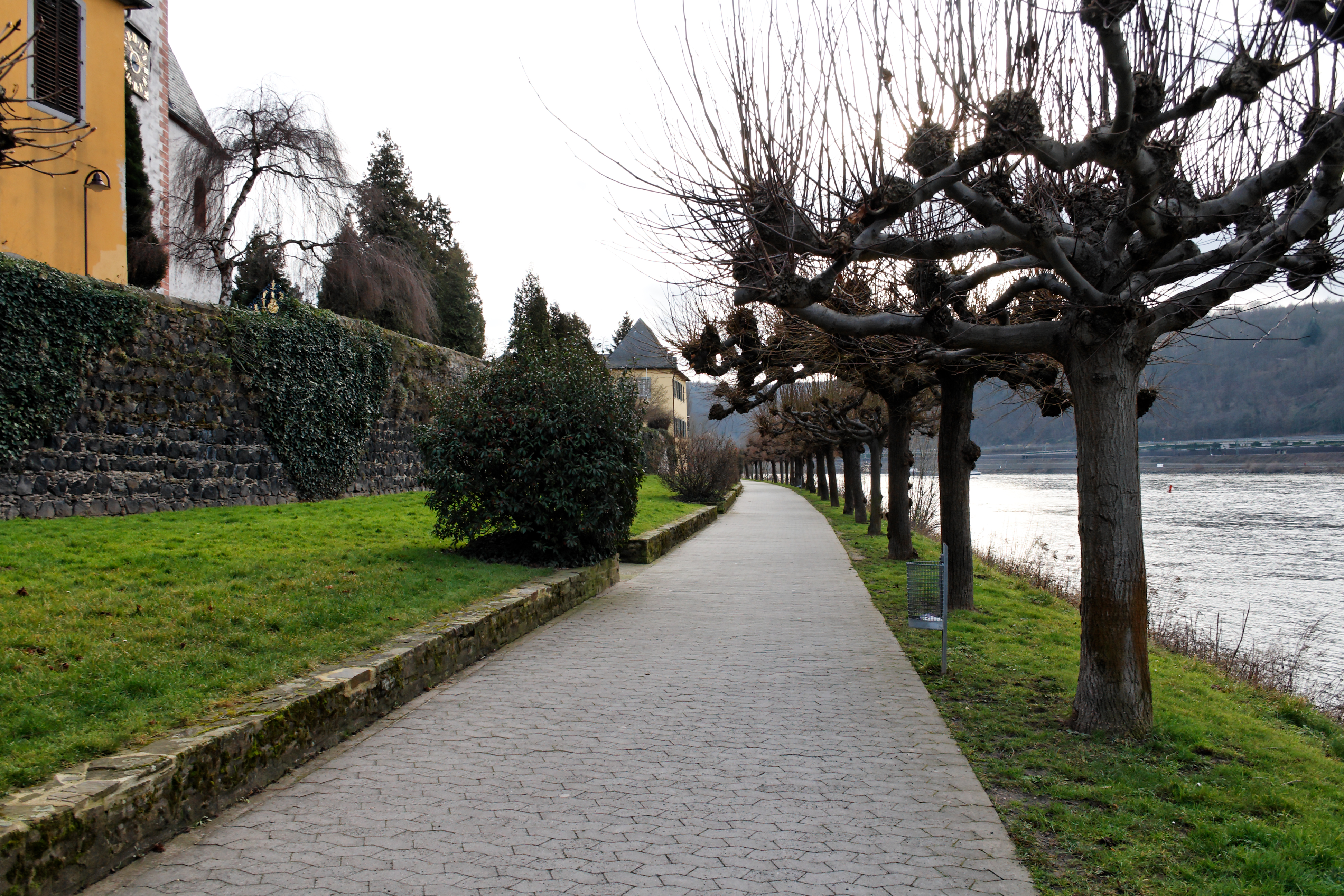
Die Rheinpromenade unterhalb der Kirche St. Pantaleon

Der Bau der Rheinpromenade erstreckte sich über viele Jahre mit einem enormen finanziellen Aufwand für die Stadt. Auf alten Ansichten kann man erkennen, dass das Rheinufer in Unkel sehr flach war. Vor dem Ufer befanden sich zahlreiche Sandbänke. Eine ähnliche Form des Rheinufers findet man heute noch im Bereich zwischen Gefängnisturm und Kanuheim. Bei jedem Hochwasser wurde ein Teil der Uferböschung abgetragen, wozu besonders die Dampfschiffe mit ihrem Wellenschlag beitrugen. Beim Hochwasser von 1845 stürzte direkt vor der Kirche die Stadtmauer durch Unterspülung ein. Nachdem die Mauer durch die Kirchengemeinde repariert worden war, versuchte die politische Gemeinde, eine bessere Befestigung des Rheinufers zu erreichen; die Rheinprovinz lehnte die entsprechenden Anträge jedoch ab. Erst im Jahre 1859 gab die Preußische Wasserbau-Inspektion einen Kostenvorschlag ab. Es wurden 7500 Taler für das Rheinufer vom Fronhof bis zum Turm veranschlagt. Da Unkel wegen des Neubaus einer Schule hoch verschuldet war, konnte die Summe jedoch nicht aufgebracht werden. Schließlich erklärte sich die Rheinbau-Verwaltung im Jahre 1866 bereit, die Kosten für die Uferbefestigung bei normalem Wasserstand (bis zwölf Fuß) zu übernehmen. Die Unkeler Bürger hätten lieber eine höhere Mauer bis 20 Fuß gehabt, da die finanziellen Mittel der Stadt aber zu dieser Zeit sehr beschränkt waren und man einen erneuten Einsturz der Mauer nicht ausschließen konnte, entschied man sich, den Vorschlag anzunehmen. Die Kosten für die Erhöhung der Ufermauer im Jahre 1867 wurden vollständig von der Rheinprovinz übernommen. 1870 erfolgte dann die Erhöhung der Promenade vom Turm bis zur Kirchgasse auf 20 Fuß, der restliche Teil der Rheinpromenade wurde 1873 erhöht. Die Kosten der Umbauten (2500 Taler) wurden aus dem Verkaufserlös des Unkeler Waldes aufgebracht. Nach Fertigstellung der Promenade legte man eine Allee aus Lindenbäumen an.

### Tourismus
Der Fremdenverkehr in Unkel begann im 19. Jahrhundert. Vor allem Engländer besuchten Unkel, unter anderem wegen der Nähe zum Siebengebirge. Als Unkel ab 1870 mit der rechtsrheinischen Eisenbahnstrecke zu erreichen war, kam es zu einer Ausweitung des Fremdenverkehrs. Eine weitere Steigerung des Tourismus erfolgte 1883, als Unkel eine Landebrücke für Dampfschiffe erhielt. Deshalb wurde im Jahre 1881 eine Kur- und Verkehrsverein gegründet, der neue Wanderwege baute und alte erweiterte, die Rheinpromenade verschönerte und für eine wirkungsvolle Werbung sorgte. Im Jahre 1927 entstand ein modernes Strandbad, wo man im Rhein baden konnte. In den 30er Jahren wurde der Fremdenverkehr durch den Bau einer zweiten Landebrücke für Motorboote weiter gesteigert, erst durch den Zweiten Weltkrieg sank der Tourismus abrupt ab. Infolgedessen mussten viele Gaststätten und Hotels schließen, was den Leerstand in der Innenstadt noch weiter vorantreibt.
Unkel hatte zwar im Zweiten Weltkrieg kaum Beschädigungen erlitten, der Fremdenverkehr war aber wegen durch die Besatzungstruppen beschlagnahmte oder durch einquartierte Flüchtlinge aus dem Osten besetzte Hotels nicht möglich. Ab 1948 begann der Tourismus langsam wieder zu steigen, viele Hotels, Gasthöfe und Pensionen wurden wieder eröffnet. Die Wahl Bonns zur Bundeshauptstadt wirkte sich günstig für den Fremdenverkehr in Unkel aus. Das „Haus Henkel“ wurde als Gasthaus der Bundesregierung eingerichtet, dort fanden viele Tagungen statt. Da es später keine Verwendung für die Villa mehr gab, wurde sie im Jahre 1960 abgerissen und durch einen Bungalow ersetzt. Inzwischen hat das bekannte Hotel Schulz die Stelle des ehemaligen Länderhauses übernommen. Nachdem das Schiff Westmark, das 1945 vor dem Landesteg versenkt worden war, gehoben wurde, legten seit 1950 wieder Schiffe in Unkel an. Als in den 80er Jahren der Tourismus immer weiter abnahm, versuchte die Stadt durch eine neue Turnhalle, ein Schwimmbad, eine Tennisanlage und eine Sportanlage die Stadt für Touristen attraktiver zu machen. Demselben Zweck diente die Verlegung der Parkplätze aus dem Stadtzentrum heraus und eine Sanierung der Altstadtstraßen. Trotz aller Bemühungen geht bis in das 21. Jahrhundert der Tourismus weiter zurück. Durch die Einbeziehung in den Fernwanderweg Rheinsteig von Bonn nach Wiesbaden werden seit 2006 neue Impulse gesetzt. Laut der von der Romantischer Rhein Tourismus GmbH in Auftrag gegebenen Studie der dwif-Consulting GmbH stiegen im Gebiet Romantischer Rhein (Mittelrheintal), zu dem auch Unkel zählt, die Anzahl der Übernachtungen von 3,403 Millionen (2014) auf 3,867 Millionen (2023) und die Anzahl der Tagesreisen von 25,5 Millionen (2014) auf 29,5 Millionen (2023).

### Kunst und Musik
Die Unkeler Kantorei unter ihrem Dirigenten Marc Unkel tritt durch regelmäßig stattfindende Konzerte zur geistlichen Musik hervor. Auch finden jährlich die Carl Loewe-Musiktage im Andenken an Carl Loewes Familie statt. Die Familie Carl Loewes ließ sich nach seinem Tod in Unkel nieder. Von besonderer Bedeutung ist UnkelerKreativ. Es handelt sich um eine jährliche Ausstellung im Oktober mit Werken regionaler Freizeitkünstler. In Verbindung mit dem Wein- und Heimatfest Unkel hat die Idee Kunst in Unkeler Höfen großen Anklang gefunden. Der Maler und Künstler Malte Sonnenfeld hatte in der Pützgasse 2 zeitweise Atelier und Wirkungsstätte.

### Veranstaltungen

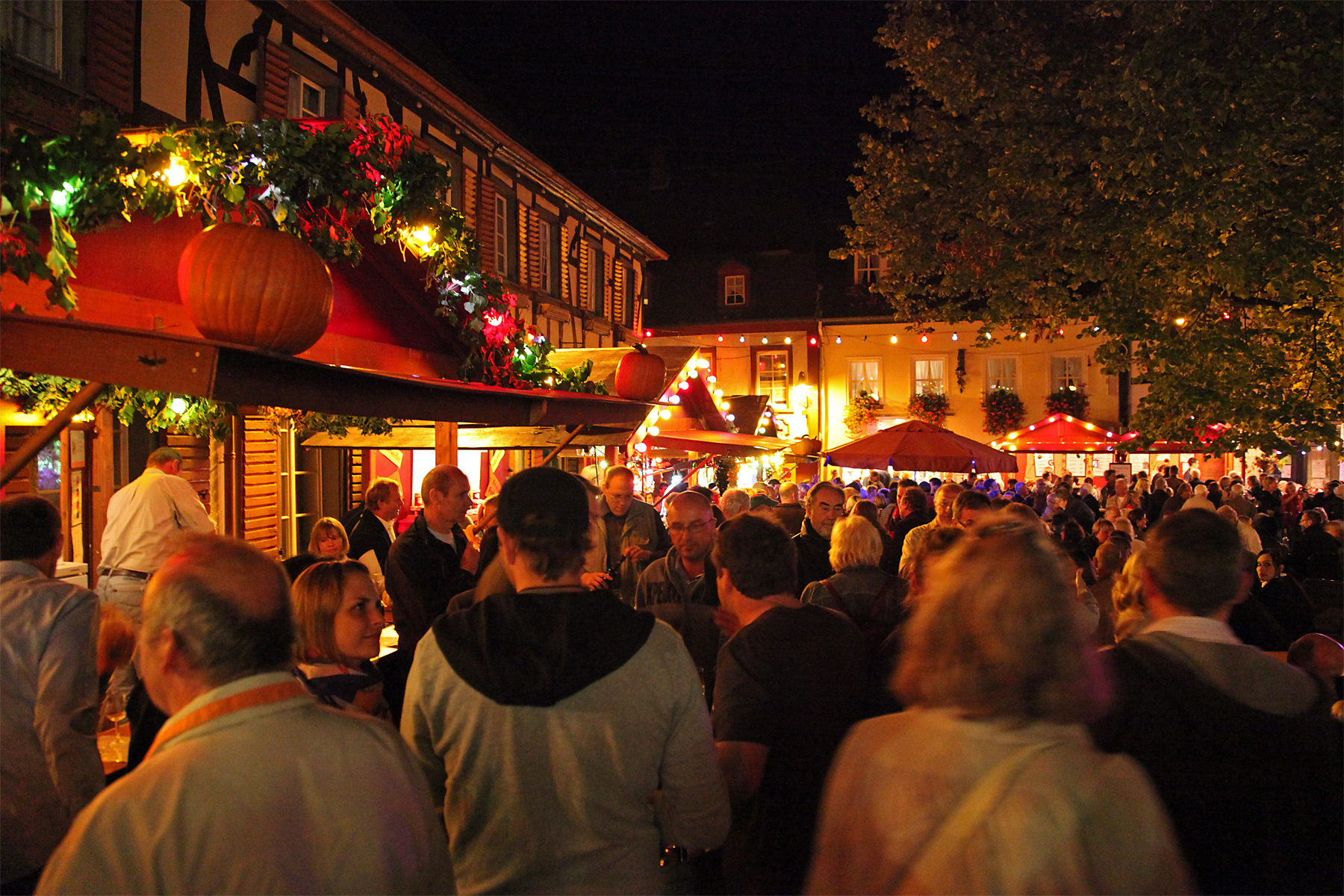
Wein- und Heimatfest in der Unkeler Altstadt (2010)

Rheinpanorama im nördlichen Unkel

- Offene Ateliers
- Unkel Live
- Unkel liest
- Ars Fontana
- Carl-Loewe Musiktage
- Scheurener Kirmes
- Unkeler Kirmes
- Parkfest Heister
- Wein- und Heimatfest

- Kunst- und Weintage
- Unkeler Dreisprung
- Unkeler Kreativ
- Nikolausmarkt
- Heisterer Kirmes

## Wirtschaft und Infrastruktur

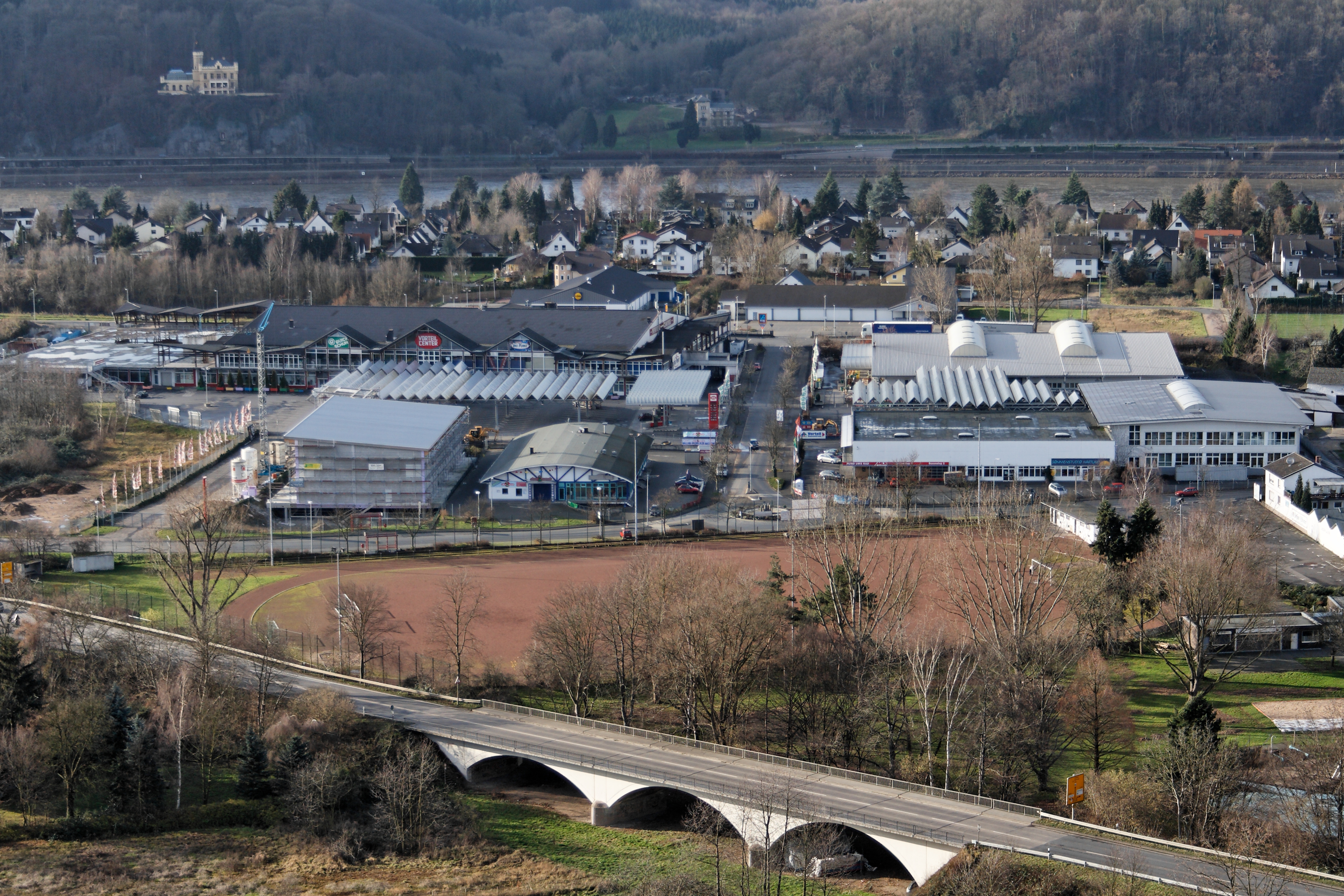
Das Gewerbegebiet Unkel mit dem Vorteil-Center und dem Vorteil-Baucenter (2007)

Die Stadt gehört zum äußeren „Speckgürtel“ von Bonn und liegt knapp 15 Kilometer vom Bundesviertel entfernt, das durch die dort ansässigen Bundesministerien und -behörden, Organisationen der Vereinten Nationen und zwei DAX-Unternehmen einen Arbeitsplatzschwerpunkt mit Ausstrahlung auf die Stadt darstellt.
Im Unkeler Gewerbegebiet gibt es ein Einkaufszentrum mit Lebensmitteldiscountern, einer Veranstaltungshalle, einem Baumarkt und vielen weiteren Geschäften. Weiterhin gibt es in der in den 1990er Jahren sanierten historischen Innenstadt, die im Zweiten Weltkrieg nicht zerstört wurde, weitere Lebensmittelgeschäfte und gastronomische Betriebe. Allerdings hat der Einzelhandel dort wie in den meisten kleineren Gemeinden aufgrund der in der Region angesiedelten Einkaufszentren Probleme.
Das Unternehmen Haus Rabenhorst hat seinen Firmensitz in Unkel und produziert hier seine Fruchtsäfte. Ein weiteres großes Unternehmen mit Sitz in Unkel ist die Bluhm Systeme GmbH, ein Systemanbieter für Etikettieren, Codieren und RFID. Seit 2007 hat der 1987 gegründete Bund der Energieverbraucher, der die Interessen der privaten Verbraucher bei der Energieversorgung vertritt, den Sitz seiner Bundesgeschäftsstelle in Unkel.

### Verkehr

#### Straßen in Unkel
In kurkölnischer Zeit führte die damalige Hauptverkehrsstraße, der Heerweg, an Unkel vorbei. Ihr Verlauf entsprach ungefähr der heutigen Eisenbahnlinie. Mehrere Feldwege führten zu den Straßen, die heute Bruchhausener Straße, Freiligrathstraße und Schulstraße heißen. Die schnellste Verbindung nach Scheuren war der Kirchweg (heute Alter Kirchweg), der jedoch 1870 durch die neugebauten Eisenbahnschienen unterbrochen wurde. Die Hauptverbindung nach Erpel war der Pfortenweg (heute Linzer Straße) und das Heisterer Feld. Parallel dazu verliefen der Hohe Weg und die Lach.
Als Unkel 1815 an Preußen fiel, wurde die Landstraße auf Anordnung der damaligen Behörde im Jahre 1823 durch Unkel hindurch geführt. Fast hundert Jahre wurde die Straßenlage nicht verändert. Erst 1913 wurde die Straße nach dem Bau der beiden Eisenbahnunterführungen geändert, die Landstraße wurde am Bahnhof vorbei geleitet und stieß über die Siebengebirgsstraße wieder auf die alte Straßenführung zurück.
Als der Autoverkehr immer weiter zunahm wurde die Durchfahrt durch Unkel immer beschwerlicher und man versuchte das Problem über eine Umgehungsstraße zu lösen. So wurden 1932 zwei Varianten diskutiert: eine große Umgehung durch die Weinberge, wo sich heute die B42 befindet, und eine kleine Umgehung von der Bruchhausener Straße zur Fritz-Henkel-Straße. Der Stadtrat entschied sich für die große Umgehung, die auch wenig später, im Jahre 1933, umgesetzt wurde. Von 2008 bis 2011 wurde die Bundesstraße auf Unkeler Gebiet beim Bau einer kreuzungsfreien Anschlussstelle auf Höhe des Ortsteils Scheuren wesentlich verändert. Im Zusammenhang mit der Maßnahme sind zwei Brückenbauwerke entstanden, die vorher bestehende Ampelanlagen und Unterführungen ersetzten. Außerdem wurde die Straße tiefer gelegt.

#### Fernstraßen
Unkel ist über die B 42 an die nördlicher (Bad Honnef, Königswinter, Bonn) und südlicher gelegenen Städte (Linz, Bad Hönningen, Neuwied) angebunden. Via L 252 erreicht man über Bruchhausen und den Bad Honnefer Stadtbezirk Aegidienberg die Anschlussstelle Bad Honnef/Linz der A 3. Die Verbindung zur A 3 ist auch über die Bad Honnefer Schmelztalstraße (L 144) oder über Linz (L 253) möglich.

#### Eisenbahn

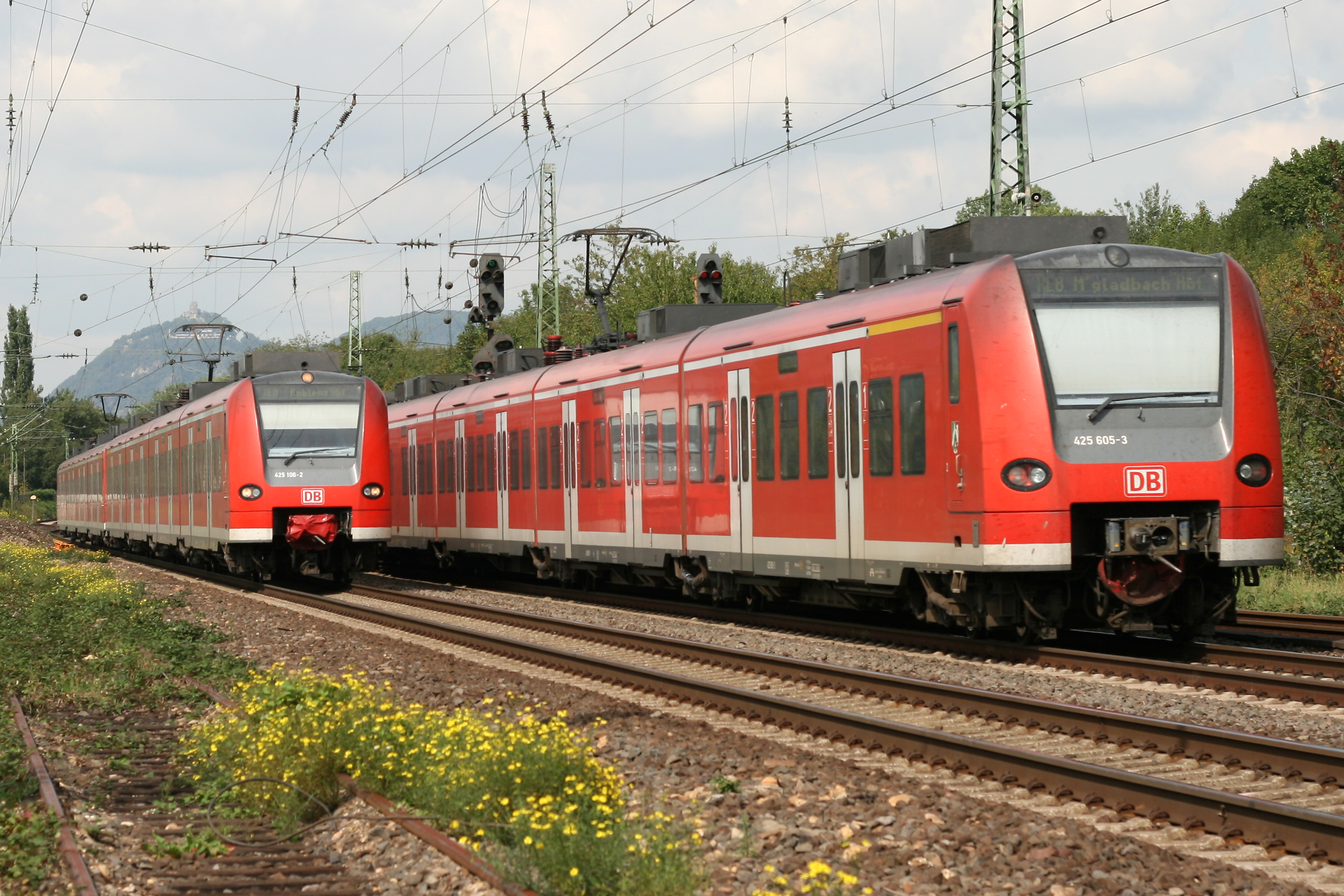
2 Regionalexpresszüge treffen sich kurz vor dem Unkeler Bahnhof

Vom Bahnhof Unkel fahren zu den Hauptverkehrszeiten im 30-Minuten-Takt der RE 8 (Rhein-Erft-Express) und die RB 27 (Rhein-Erft-Bahn) auf der rechten Rheinstrecke nach Mönchengladbach und Koblenz. Der Zug in Richtung Mönchengladbach hält u. a. in Bad Honnef (Rhein), Königswinter, Bonn-Beuel und Köln, die Linie RB 27 hält auch am Bahnhof Köln/Bonn Flughafen. Der Zug in südliche Richtung hält u. a. an den Stationen Linz (Rhein), Bad Hönningen, Rheinbrohl und Neuwied.

#### ÖPNV
Unkel gehört dem Verkehrsverbund Rhein-Sieg und dem Verkehrsverbund Rhein-Mosel an.
Die Linie 565 verkehrt vom Linzer Bahnhof zur Bad Honnefer Stadtbahn-Endhaltestelle der Linie 66 und verbindet Unkel somit mit dem Netz der Bonner Stadtbahn. Auf der Strecke liegen Bushaltestellen in Rheinbreitbach, Unkel-Scheuren, Unkel-Stadtmitte, Unkel-Heister, Erpel und Kasbach.
Die Linie 134 führt ins nahegelegene Bruchhausen und nach Orsberg, während die Linie 133 Verbindungen mit Rheinbreitbach und dessen Ortsteil Breite Heide schafft.

#### Fahrrad
Unkel liegt am Abschnitt Mittelrhein (rechtsrheinischen Variante) des Rheinradwegs. Die gut befahrbare und touristisch häufig genutzte Strecke nach Norden führt am Rhein entlang nach Bad Honnef, Königswinter und Bonn. In südliche Richtung führen breitere Wege nur bis nach Erpel, der weitere Weg ist oft schmaler und liegt etwas weiter weg vom Rhein. Im weiteren Verlauf ist er bis nach Neuwied gut befahrbar und ausgeschildert.

#### Schifffahrt
Die Rheinfähre von Unkel nach Remagen-Birgel wurde erstmals im Jahr 1110 erwähnt. Die Fähre gehörte zuerst dem Stift Maria ad Gradus und ging später in den Besitz des Orgelfonds über. Bekannt wurde die Fähre durch das Orgelwerk „Unkeler Fahr“ von Tilo Medek, der zu der Zeit in Unkel wohnte. Die Überfahrt erfolgte mit dem Fährnachen, ein langer Kahn, an dem auch ein Segel befestigt werden konnte. Die Fähre wurde auch genutzt, um Personen zu den Ausflugsschiffen zu bringen, da Unkel zeitweise keine Landebrücke für Dampfschiffe hatte.
Im Jahre 1906 wurde beschlossen, den Kahn durch eine Motorbootfähre zu ersetzen. Die Fähre wurde von zwei Unkelern gekauft und vom Stadtrat mit 250 Mark jährlich unterstützt. Im Ersten Weltkrieg musste der Fährbetrieb wieder mit dem Ruderboot durchgeführt werden, da keine Person mit Schiffsführerschein gefunden wurde. 1920 wurde wieder der motorisierte Fährbetrieb aufgenommen. Im Jahre 1926 nahm eine zusätzliche Motorfähre Maria den Betrieb auf, nachdem zuvor eine weitere Motorbootlandebrücke am Rheinufer gebaut worden war. Mit den beiden Booten wurden neben dem Fährverkehr auch Ausflugsfahrten durchgeführt. 1935 kam das dritte Boot Hansa hinzu. Im Zweiten Weltkrieg ging der Betrieb weiter, 1945 dienten die Boote auch als Verwundetentransport für amerikanische Soldaten. 1948 wurde auf einer Ausflugsfahrt das Boot Maria von der Linzer Rheinfähre versenkt. Wegen des lukrativen Erfolgs wurde 1962 die Stadt Unkel als neues Boot angeschafft. Später ließ der Fährverkehr jedoch stark nach und ab 1976 wurde die Fähre nur noch nebenberuflich betrieben, mit dem neuen Schiff St. Nikolaus, das alte entsprach nicht mehr den Anforderungen. 1999 wurde der Betrieb endgültig eingestellt und die St. Nikolaus nach Mainz verkauft.
Derzeit gibt es drei Landestege für Ausflügler. Die Köln-Düsseldorfer Deutsche Rheinschiffahrt und die Bonner Personen Schiffahrt verkehren im Sommer noch regelmäßig.

### Bildung

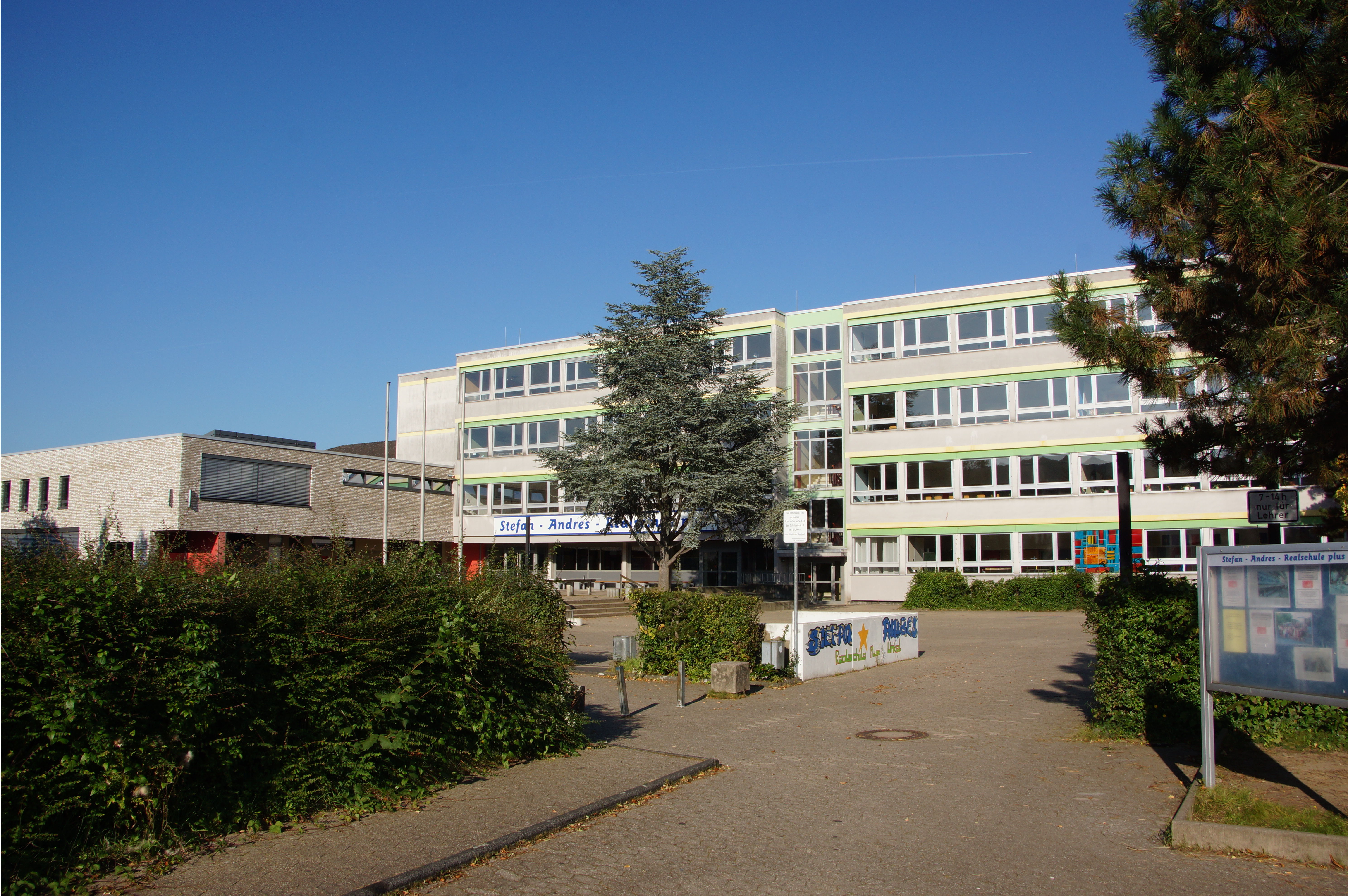
Stefan-Andres-Realschule plus

Unkel verfügt über eine Grundschule und eine Realschule plus. Von den 774 Schülern, die in Unkel zur Schule gehen, besuchen 40 % die Grundschule Am Sonnenberg, 10 % den Hauptschulzweig der Stefan-Andres-Realschule plus und die übrigen 50 % den Realschulzweig dieser Schule.

### Weinbau

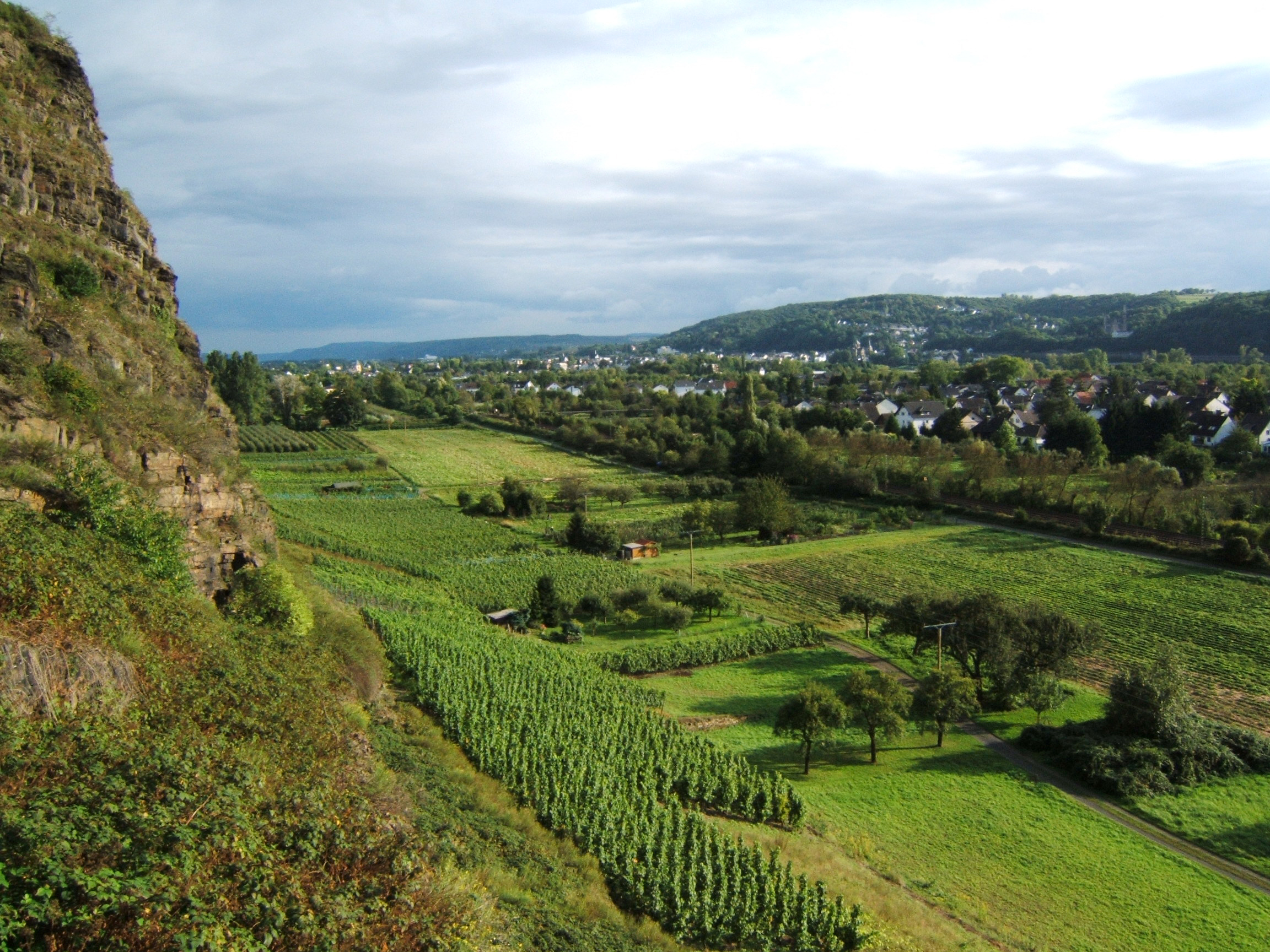
Weinberge und Felder bei Unkel-Heister

Die erste Erwähnung des Weinbaus in Unkel ist für das Jahr 886 überliefert, also wurde hier bereits zu fränkischer Zeit Weinbau betrieben. Im Mittelalter befanden sich die Unkeler Weingärten im Besitz von geistlichen und adeligen Personen, der Hauptgrundherr war das Stift „Maria ad Gradus“.
Im Laufe der Jahrhunderte erhielten auch Einheimische Grundbesitz, da sich die Eigentumsverhältnisse stark änderten. Unter preußischer Regierung wurden 1815 alle ebenerdigen Weinbauflächen zu Getreidefeldern umgewandelt, weil nach preußischer Meinung in Unkel zu wenig Getreide angebaut wurde. So kam es zu einer starken Verminderung der Anbauflächen.
1871 wurden in Unkel durch die Pelzfabrik Profitlich und die Betonwarenfabrik Schwenzow etwa 100 neue Arbeitsplätze geschaffen, diese Situation nutzten viele Winzer aus und beendeten ihre unsichere Winzerkarriere. Des Weiteren konnten sie durch die neugebaute Eisenbahnstrecke auch in umliegenden Ortschaften Arbeit finden.
Im Jahre 1875 betrug die Weinanbaufläche in Unkel etwa 200 Hektar.
Ende des 19. Jahrhunderts wurde der Umsatz der Winzer wegen des verstärkten Vorkommens von Rebschädlingen und der Absatzschwierigkeiten des Rotweins durch billigere ausländische Konkurrenz deutlich gemindert.
Während nun viele Winzer den Beruf wechselten, schlossen sich etwa 60 Winzer zu einer Winzergemeinschaft zusammen und gründeten am 8. September 1895 den „Unkeler Winzerverein“. Durch diesen Zusammenschluss war es möglich, rationellere Arbeitsbedingungen zu schaffen. Aber auch der Winzerverein konnte den Niedergang des Weinbaus nur verzögern, nicht aber verhindern.
Das 20. Jahrhundert fing für den Weinbau gut an. Das Jahr 1905 brachte einen vollen Herbst mit einer überdurchschnittlichen Quantität. Aber dann begann 1906 bis 1915 eine Reihe von Missernten bedingt durch massives Auftreten von Rebschädlingen. Infolgedessen wurden viele Weinberge aufgegeben.
Im Jahre 1928 wurden in der Bürgermeisterei Unkel nur noch circa 50 Hektar Weinberge genutzt, einige Jahre später waren es nur noch 40 ha. Da während der Zeit des Nationalsozialismus der Weinbau stark gefördert wurde, erlebte er einen kurzen Aufschwung. Im Amt Unkel wurden auf circa 10 ha neue Weinreben gepflanzt. Im Jahr 1935 betrug die bearbeitete Weinbaufläche wieder circa 50 ha.
Der Zweite Weltkrieg und die Zeit danach brachte eine enorme Verringerung der Weinbergsflächen. 1969 wurde der Unkeler Winzerverein geschlossen. Erst zu Beginn der 1990er Jahre haben einige Enthusiasten, zum Teil im Nebenerwerb, den Weinbau wieder belebt und die bepflanzten Flächen erweitert. Hierbei ist insbesondere das Terroir Unkeler Sonnenberg mit seinen nicht flurbereinigten Terrassen hervorzuheben, das beliebte und insbesondere regional vertriebene Weine, wie Riesling, Müller-Thurgau, Blauer Portugieser, sowie Spät- und Weissburgunder hervorbringt.

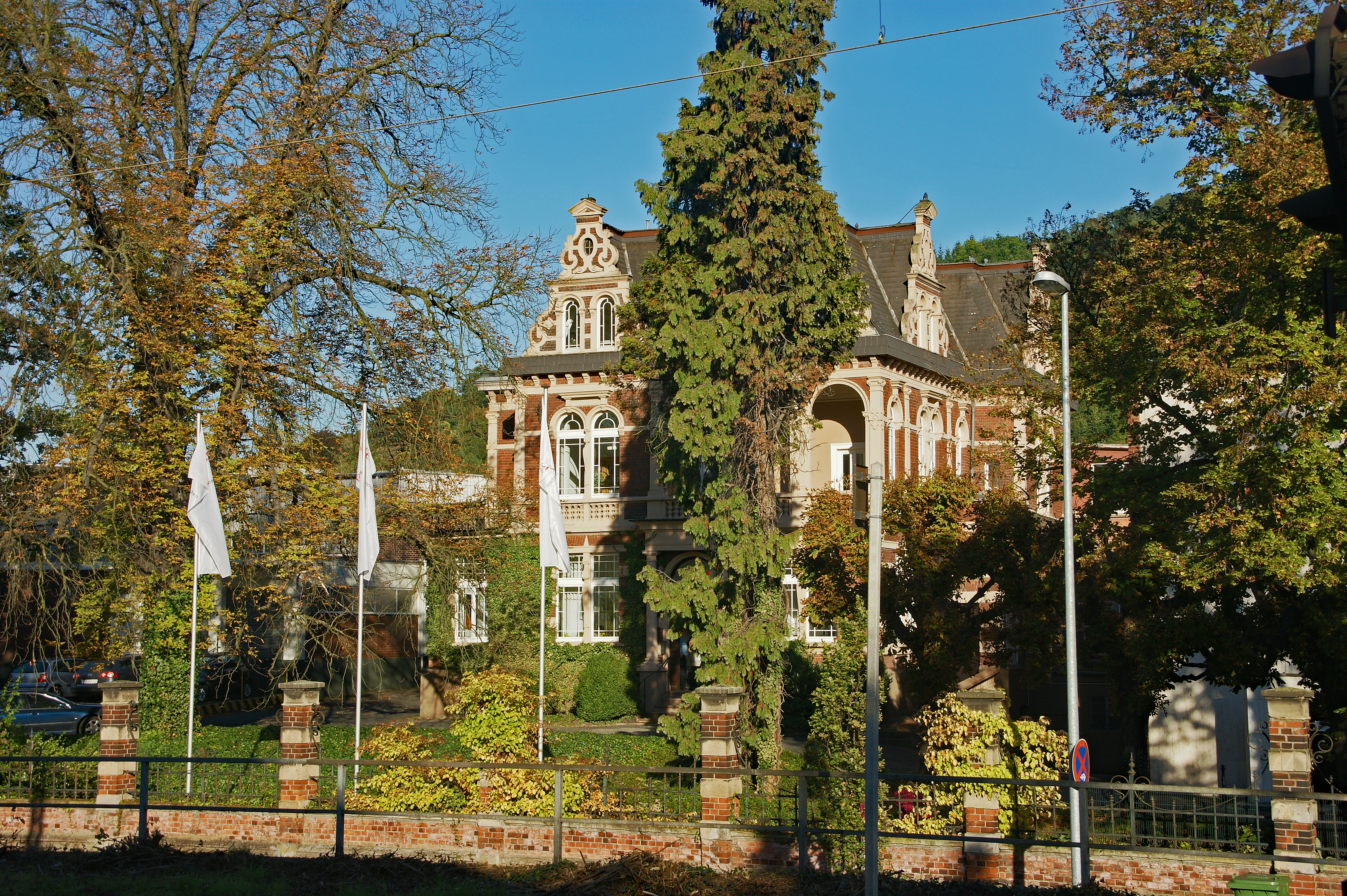
Haus Rabenhorst

Aus Unkel kommt auch der „Rotbäckchen“-Saft der ursprünglich 1805 von Pfarrer Johann-Heinrich Lauffs in Oberwinter als Weingut gegründeten Firma Haus Rabenhorst. Sein Enkel und Nachfolger als Firmenleiter, Alexander Lauffs, begann gegen Ende des 19. Jahrhunderts Traubenkelter als „alkoholfreien Wein“ zu verkaufen, was ihm nach einem Prozess 1910 am Königlichen Landgericht in Neuwied gestattet wurde. Die lange Zeit vom Nachkommen des Firmengründers und Unkeler Ehrenbürger Günther Lauffs (1901–1990) geleitete Firma hat seit mehr als hundert Jahren in Unkel ihren Hauptsitz, stellt heute Fruchtsäfte her und führt auf Anfrage auch Führungen durch.

## Persönlichkeiten
- Andreas Eschenbrender (1649–1717), Kölner Domherr und Offizial, stammte aus einer Unkeler Familie.
- Ignaz Pfefferkorn (1726–1798), Jesuit, Missionar und Naturforscher, wirkte nach seiner Rückkehr 1777 als Vikar in Unkel.
- Johanna Schopenhauer (1766–1838), Schriftstellerin und Mutter des Philosophen Arthur Schopenhauer, lebte um 1832 in Unkel.
- Annette von Droste-Hülshoff (1797–1848), Schriftstellerin und Dichterin, besuchte in Unkel ihre Freundin Sibylle Mertens-Schaffhausen und hatte auch Kontakt zu Ferdinand Freiligrath, wovon ihre Briefe aus dieser Zeit ein lebendiges Bild geben. Eine Straße erinnert heute noch an sie.
- Sibylle Mertens-Schaaffhausen (1797–1857), Archäologin und Musikerin, hatte ihre Sommerresidenz im Landhaus „Am Zehnthof“ in Unkel, heute „Christinenstift“.

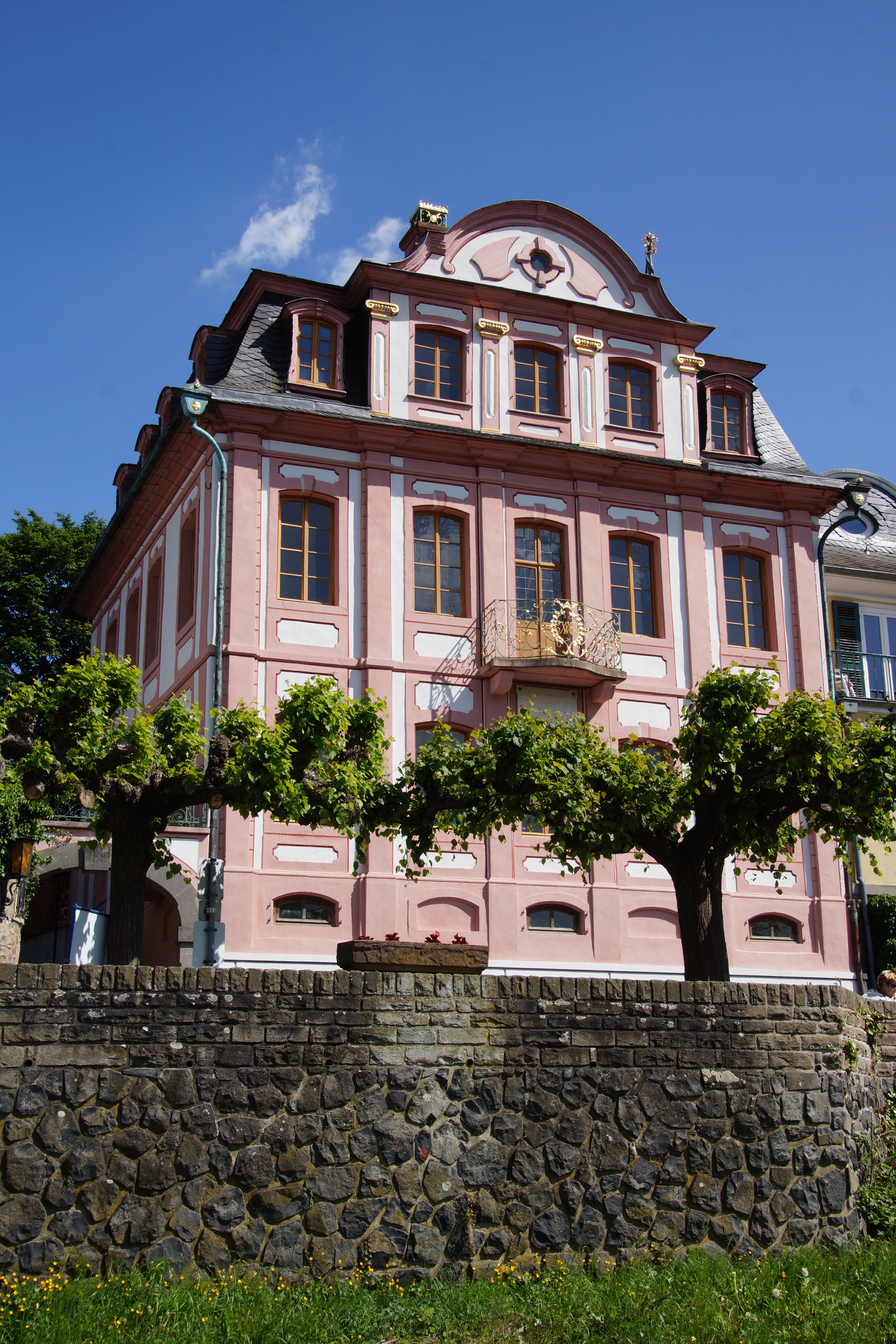
Das Freiligrathhaus in Unkel

- Ferdinand Freiligrath (1810–1876), Dichter der Revolution von 1848, lebte von 1839 bis 1841 in Unkel und begann dort sein schriftstellerisches Wirken. Das Freiligrathhaus steht noch heute am Rheinufer.
- Arthur von Bothwell (1821–1904), Leutnant der preußischen Artillerie und Marineoffizier, Förderer des Genossenschaftswesens und Lokalpolitiker in Unkel
- Rudolph von Monschaw (1826–1911), Offizier, Landwirt und Politiker
- Fritz Henkel (1875–1930), Sohn des Friedrich Karl Henkel (1848–1930), Gründer des Henkel-Konzerns, hatte seinen Sommersitz in Unkel; diese Gründerzeit-Villa wurde in den 1960er Jahren abgerissen. Der Fabrikant war in der Stadt sehr engagiert. So stiftete er den noch heute bestehenden Sportplatz und spendete der Feuerwehr eine Motorpumpe und einen Löschwagen. 1905 finanzierte er der Stadt den heute noch existierenden Fritz-Henkel-Park mit historischem Baumbestand und Orangerie von 1914, in dem im 21. Jahrhundert kulturelle Veranstaltungen und Bürgerfeste ausgerichtet werden. Im Norden der Stadt in der Nähe des Rheins gibt es eine Fritz-Henkel-Straße, an der sich unter anderem die Kirche der evangelischen Trinitatis-Kirchengemeinde befindet. Fritz Henkel verstarb am 4. Januar 1930 in Unkel.[23]
- Konrad Adenauer (1876–1967) fand in der Zeit der nationalsozialistischen Herrschaft nach seiner Ausweisung aus dem Regierungsbezirk Köln von September 1935 bis Sommer 1936 Zuflucht in dem neben dem Freiligrathhaus in Unkel gelegenen Pax-Heim.[24] Nach ihm ist die Unkeler Rheinpromenade zwischen Mariensäule und Gefängnisturm benannt.
- Hans Vogts (1883–1972), Architekt und Denkmalpfleger.
- Rudolf Wulfertange (1884–1974), Schriftsteller und Freund Stefan Andres’, lebte mit seiner Frau, der Schauspielerin Ilse von Werner, im Fronhof in Unkel.
- Hans Frentz (ps. Hans Frentz-Sudermann) (1884–1975), Militär, Schriftsteller, Publizist[25][26]
- Grete Fluss (1892–1964), Sängerin, Humoristin und Schauspielerin in Kölscher Mundart. Lebte von 1962 bis zu ihrem Tod in Unkel.
- Josef Arens (1901–1979), Maler und Grafiker. Schuf auch viele Bücher und Mappenwerke, u. a. „Führer durch Gelsenkirchen“, „Die Jagd“ und „Deutsche Industrie“. Wurde am 4. April 1901 in Oedingen im Sauerland geboren. War ein Schüler von Wolfgang Zeller in München. Ab 1924 Studienaufenthalte in Frankreich, Holland, Italien, Griechenland, Vorderasien, Nordafrika und Amerika. Die gesammelten Eindrücke hielt er in zahlreichen Ölgemälden fest. 1931 Mitbegründer der Gelsenkirchener Künstlersiedlung „Halfmannshof“, wo er bis 1943 lebte. Danach wohnte er bis zu seinem Tod in Unkel. Erst im „Henkel Haus“, dann im „Freiligrathhaus“ und ab 1964 in einem Atelierhaus im Stadtteil „Seeches“. Als Andenken ist ihm in den Rheinuferanlagen der „Josef-Arens-Stein“ gewidmet.
- Stefan Andres (1906–1970), Schriftsteller, lebte von 1950 bis 1961 in Unkel. Er schrieb in Unkel einige seiner bedeutendsten Werke wie „Der Knabe im Brunnen“, „Die Reise nach Portiunkula“ und die Novelle „Wir sind Utopia“. Der Stefan-Andres-Platz und die Stefan-Andres-Realschule plus erinnern an ihn.
- Willy Brandt (1913–1992) lebte von 1979 bis 1992 in Unkel. Durch ihn kamen viele bekannte Politiker nach Unkel, wie Helmut Kohl und Michail Gorbatschow. Heute ist Brandt der Marktplatz (ehemals Unterer Markt) gewidmet; seit 2011 ist zudem das Willy-Brandt-Forum eröffnet.
- Leonhard Reinirkens (1924–2008), Schriftsteller, Autor und Rezitator. Ehrenbürger von Unkel.
- Tilo Medek (1940–2006), deutscher Komponist und Musikverleger, lebte von 1980 bis 1985 in Unkel und verfasste dort das Werk „Unkeler Fahr“, das zu seinen bekanntesten Orgelwerken zählt.
- Elke Hoff (* 1957), Politikerin (FDP), Vizepräsidentin der Struktur- und Genehmigungsdirektion Nord in Koblenz, Mitglied des Deutschen Bundestages; geboren in Unkel
- Horst Philipp Schneider (* 1962), Altphilologe und Byzantinist, wurde in Unkel geboren
- Markus Arndt (* 1965), Physiker und Hochschullehrer. Er lehrt Quantennanophysik an der Universität Wien
- Michael Koslar, Künstlername Malte Sonnenfeld (* 1967), Fernsehmoderator, Sprecher, Autor und Maler; lebt und arbeitet in Unkel
- Simeon Wester OCist, geboren als Karl Wester (* 1967), römisch-katholischer Ordensgeistlicher, Prior des Klosters Maria Friedenshort in Neuzelle, Brandenburg
- Stephan Fahrig (1968–2017), Ruderer und promovierter Sportwissenschaftler; geboren in Unkel
- Ethel Matala de Mazza (* 1968), Germanistin und Professorin für Neuere deutsche Literatur an der Humboldt-Universität zu Berlin, Mitglied im Stiftungsrat des Friedenspreises des Deutschen Buchhandels; geboren in Unkel

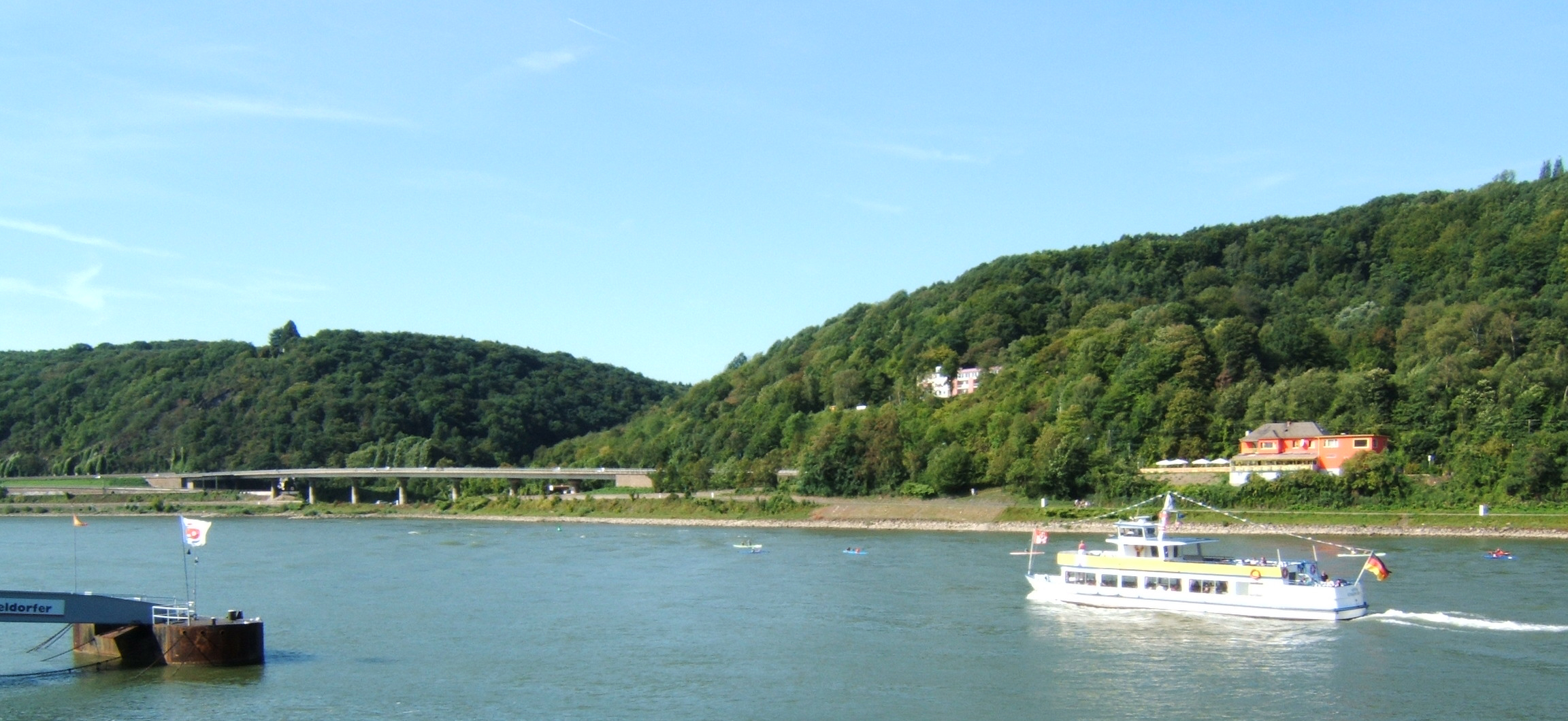
Rhein bei Unkel, in Richtung Remagen
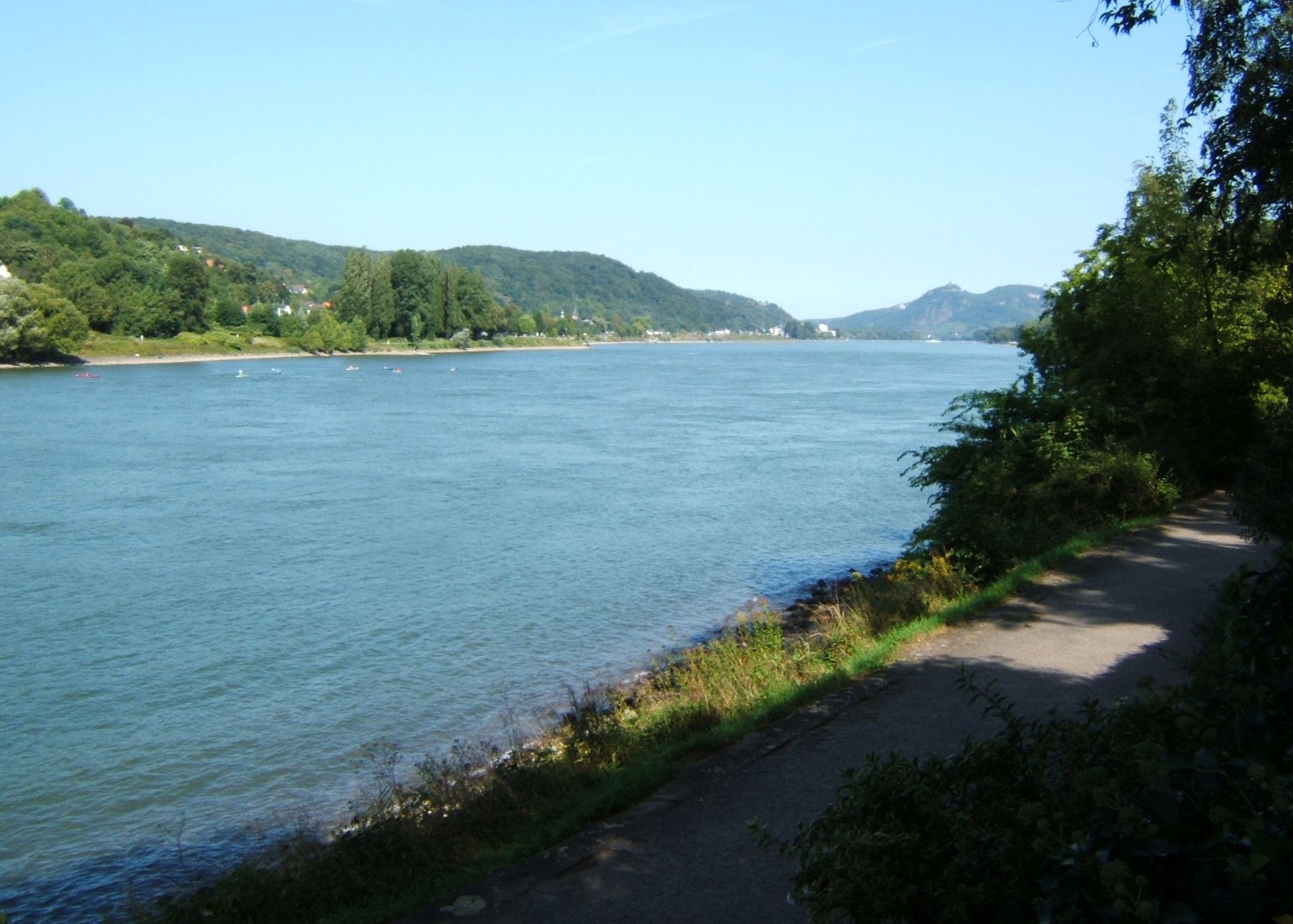
Rhein bei Unkel, in Richtung Bad Honnef
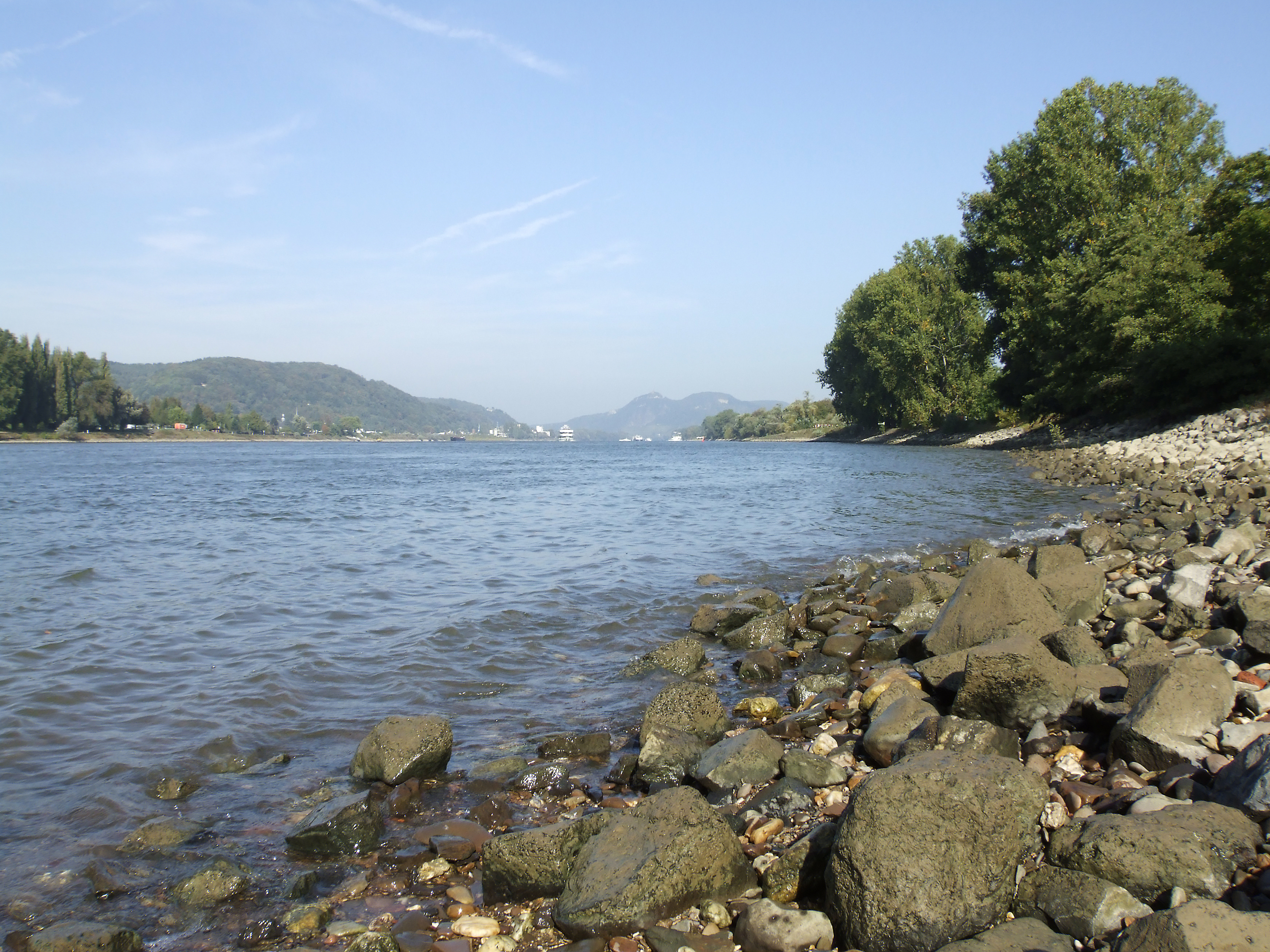
Der Rhein in Richtung Norden
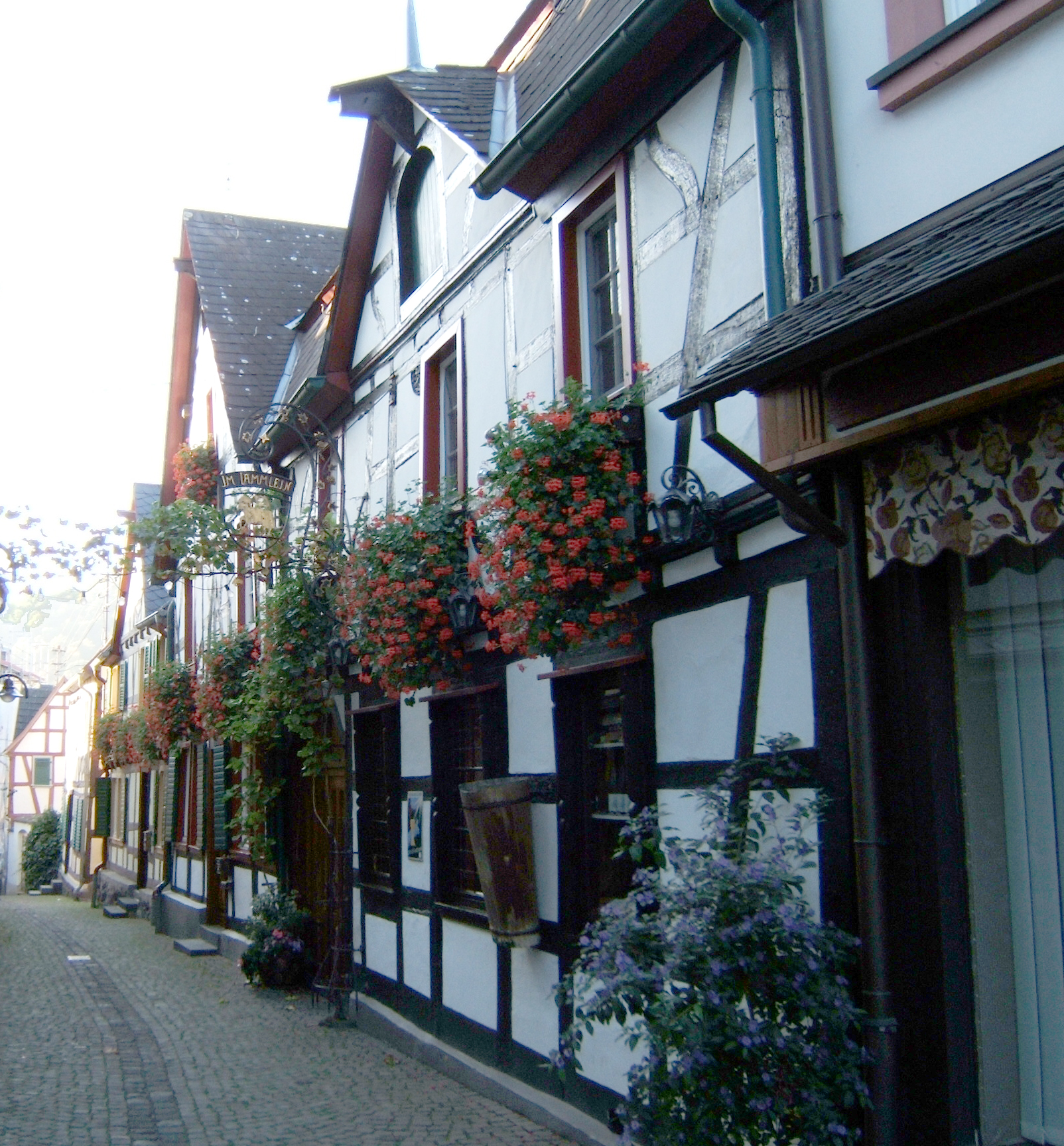
Pützgasse in Unkel, bekannt für ihre Fachwerkhäuser

## Film
- Willy Brandt – Die Jahre in Unkel. Dokumentarfilm, Deutschland, 2017, 29:45 Min., Buch und Regie: Susanne Werling, Produktion: SWR, Reihe: Bekannt im Land, Erstsendung: 8. Oktober 2017 bei SWR Fernsehen, Inhaltsangabe von ARD, online-Video, aufrufbar bis 8. Oktober 2018. U.a. mit Brigitte Seebacher, Peter Brandt, Matthias Brandt, Klaus-Henning Rosen, Hans Simon, Rudolf Barth (Willy-Brandt-Forum).